# ليوناردو دا فينشي
ليوناردو دي سير بيرو دا فينتشي (بالإيطالية: Leonardo di ser Piero da Vinci) ‏(14 أو 15 أبريل 1452 - 2 مايو 1519) هو فنان ومخترع إيطالي كثيرُ المعارف عاش في عصر النهضة، ويشتهر بإنجازاته العلمية واختراعاته وبأنه كان رسامًا ونحاتًا وأديبًا ومعماريًا وموسيقيًا ومهندسًا حربيًا وعالمًا في الفلك والرياضيات والفيزياء والجيولوجيا والنبات والخرائط. ويقالُ عنه أنه أبُ الهندسة المعمارية وعلم الإحاثة (أي المتحجرات أو الأحياء القديمة)، ويعدّه الكثيرون أعظم رسَّام في التاريخ، ولو أن قلَّة من رسوماته تبقت حتى زمننا الحاضر.
وُلِدَ ليوناردو دا فينتشي لأبوَيْن غير متزوِّجَيْن قانونيًا، وكان والده بيرو دا فينتشي كاتب عدل وأما والدته كاترينا ففلاَّحة، وعاش كلاهما في بلدة فينشي بإقليم توسكانا، وهي بلدةٌ في جمهورية فلورنسا آنذاك. تلقَّى ليوناردو تعليمه في مرسم فنَّانٍ إيطالي ذائع الشهرة آنذاك، وهو أندريا دل فروكيو، وانتقل فيما بعد إلى مدينة ميلان فأمضى فيها جُلَّ شبابه بخدمة الدوق لودوفيكو سفورزا، ثُمَّ انتقل منها إلى روما وبولونيا والبندقية، وعاشَ الأعوام الثلاثة الأخيرة في حياته بفرنسا وتوفَّته المنيَّة فيها سنة 1519.
نالَ ليوناردو دا فينتشي جُلَّ شهرته من الرَّسْم، فأشهرُ لوحاته هي الموناليزا، وهي -كذلك- أشهر لوحة لشَخْصٍ رُسِمَت قط، وأما العشاء الأخير فهي أكثرُ جداريةٍ دينية أُعيدَ رسمُها في التاريخ كافّة، وللوحة الرجل الفيتروفي قيمة أيقونية تعرفُ بها في شتّى الأنحاء. وبيعت لوحة سالفاتور مندي بمبلغ قياسي في 15 نوفمبر سنة 2017 هو 450.3 مليون دولار أمريكي في مزاد كريستيز العَلَنِيّ، وهذا أعلى ثمنٍ بيعَ لقائه عمل فني في التاريخ أجمَعْ. ولما تركهُ دا فينتشي من لوحاتٍ ورسوماتٍ تخطيطية ومذكّرات وكتيّبات شخصية قيمة فنيَّةٌ هائلةٌ، وخصوصاً لما فيها من رسومٍ علمية ومسوّدات وأفكار عن كينونة الرَّسْم، ولما تركهُ فيمن بعده من الفنَّانين أثرٌ لا يعدلهُ فيه إلا مايكل أنجلو.
لم يَنَلْ دا فينتشي تعليمًا أكاديميًا خلال حياته، على أنَّ الكثير من المؤرِّخين والباحثين يرونَ فيه مَثَلًا أعلى لنبوغه بشتّى المجالات ولحمله روح «رجل عصر النهضة» ولفضوله النَّهِمِ ولخياله المُتيَّم بالابتكار، فيشادُ به على أنَّه من أكثر من تعدَّدت مواهبهم في تاريخ البشرية، وتقول مؤرّخة الفن هيلين غاردنر أنَّه لم يسبقهُ إنسانٌ في تعدّد مواهبه وعمقها، «فيبدو عقله وشخصيته غير بشريَّيْن لنا». ويرى الباحثون أن نظرة دا فينتشي إلى العالم كانت مبنيَّة على أساس المنطق الرَّاسخ.
تحظى اختراعات دا فينتشي العلمية باحتفاءٍ كبير، فقد وَضَعَ في فترة حياته مُخطَّطاتٍ لآلات حديثة كثيرة منها آلة طيران ومركبةٌ مُدرَّعة للقتال ولاقطٌ للطاقة شمسية وآلة حاسبة وبدن مزدوج للسّفن، ولم يُبْنَ من هذه الاختراعات في زمنه إلا قسمٌ قليل بل إنَّ بناء معظمها لم يكُن ممكنًا حينذاك، إذ كان المنهج العلمي في الهندسة وسَبْك المعادن ما يزالُ في مَهْدِه. على أن ثُلَّة من اختراعات دا فينتشي البسيطة ظهرت في المصانِعِ أثناء عصر النهضة وحقَّقت نجاحًا جمًّا، ومنها مغزلٌ مُؤَتْمَت وآلة تؤدّي اختبار الشد (للتحقّق من احتمال الأسلاك)، كما ينسبُ إليه اختراع المِهْبَطَة أو المِظلَّة والمروحية والدبابة، ولهُ اكتشافاتٌ كبيرة في علم التشريح والهندسة والجيولوجيا والبصريَّات وجريان الموائع، لكنَّ جُلَّ هذه الاكتشافات لم يكُن لها أثرٌ يذكرُ على تطوّر العِلْم لأنها لم تُنشَر قطّ.

## حياته
ليوناردو هو ابن كاتب عدل اسمه بييرو دا فينتشي وفتاة قروية فلاحة تُدعى كاترينا، وولدَ في بلدة فينتشي في منطقة فلورنسا، وتلقَّى ليوناردو تعليمه في مرسم الفنَّانٍ الإيطالي بفلورنسا أندريا دل فروكيو، وأمضى مطلع حياته المهنية في خدمة الدوق لودوفيكو سفورزا في ميلانو، كما عمل لاحقًا في روما وبولونيا والبندقية، وعاش أعوامه الأخيرة في منزل في فرنسا أهداهُ إيَّاه الملك فرانسوا الأول.

### نشأته وطفولته

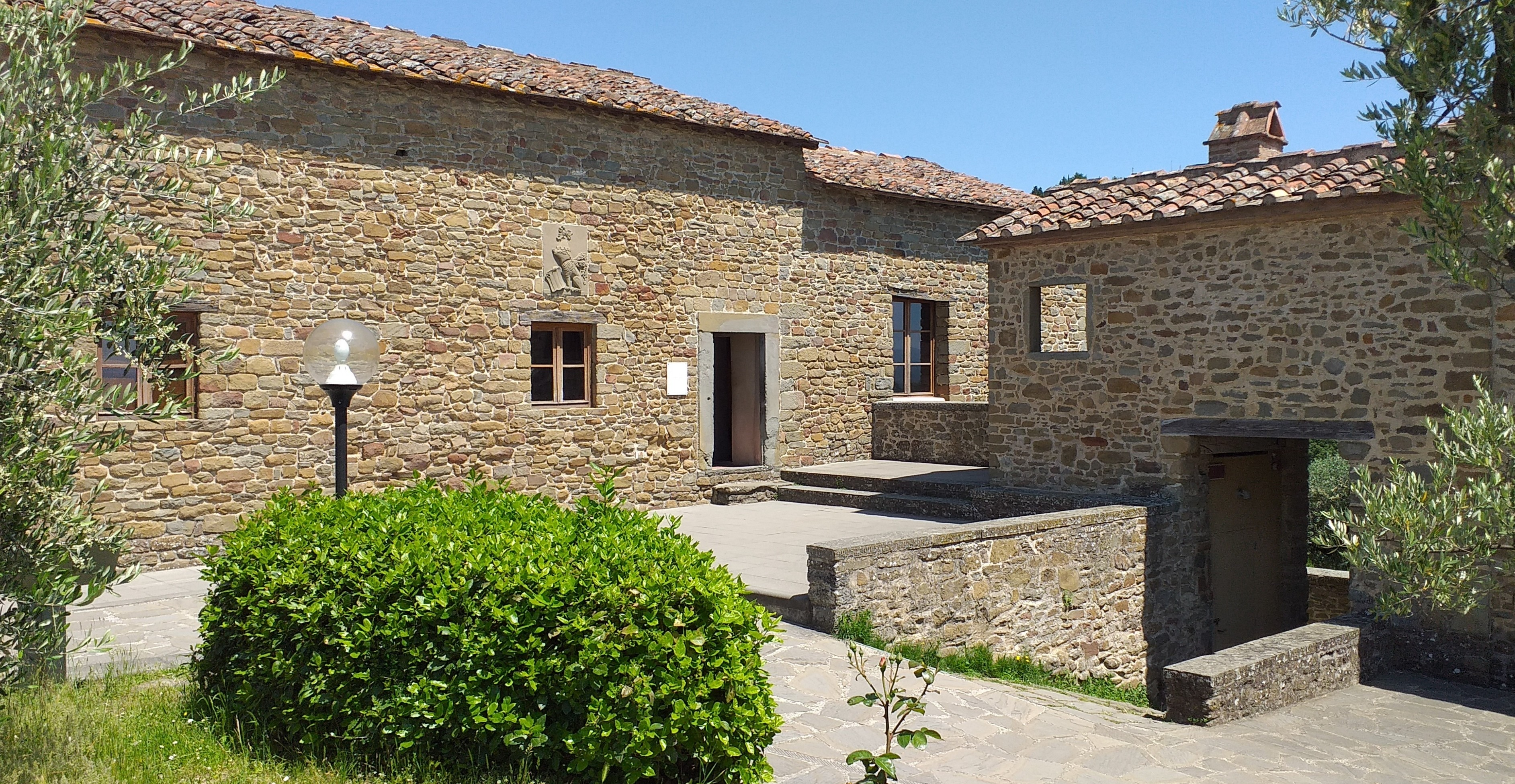
قضى ليوناردو طفولته في هذا المنزل، وهو يقع في نجع أنكيانو في بلدة فينتشي الإيطالية.

ولد ليوناردو في 14 أو 15 أبريل 1452 في بلدة فينتشي الواقعة في تلال إقليم توسكانا؛ وهي بلدة مطلة على وادي نهر أرنو (وهو كذلك نهرٌ يمرّ بفلورنسا)، وكان إقليم توسكانا آنذاك ضمن جمهورية فلورنسا التي حكمتها أسرة ميديشي. وجاء مولد ليوناردو بسبب علاقة غير زوجية بين كاتب عدلٍ غني من فلورنسا يدعى السيد بييرو فروزينو دي أنطونيو دا فينتشي وفلّاحة تدعى كاترنيا،  وظَنَّ المؤرّخون سابقاً أن اسمها كان كاترينا بوتي ديل فاكا، إلا أن المؤرخ البريطاني مارتن كيمب وجد أن اسمها كاترينا ميو ليبي، ولطالما انكبَّ الباحثون على التكهّن بأصول والدة ليوناردو، فتارةً يُقال أنها أَمَةٌ من بلادٍ أجنبية وتارةً أنها شابةٌ فقيرة من إيطاليا. ولم يكن لليوناردو اسم عائلة بالمعنى الحديث للكلمة، إذ تعني كلمة «دا فينتشي» أنه من بلدة فينتشي؛ فكان اسمه الكامل عند الولادة ليوناردو دي سير بييرو دا فينتشي (بالإيطالية:Lionardo di ser Piero da Vinci)، والذي يعني «ليوناردو ابن السيد بييرو من بلدة فينتشي.»
أمضى ليوناردو طفولته في منزل أمه في نجع أنكيانو [الإنجليزية]، وانتقل منه إلى منزل العائلة (منزل جده ووالده وعمه) في بلدة فينتشي عام 1457 (على أقل تقدير)، وتزوج والده حينئذٍ من فتاة في السادسة عشرة اسمها ألبييرا أمادوري، وأحبَّت ألبييرا الصغير ليوناردو ولكنها توفيت شابَّة دون أن تنجب. عندما بلغ دا فينتشي السادسة عشرة من عمره تزوج والده مرة ثانية من فرانشيسكا لانفريديني، التي كان عمرها عشرين عامًا، وقد وافتها المنية أيضًا دون أن تنجب أطفالًا، فتزوَّج والده للمرة الثالثة من مارغريتا دي غوليالمو وأنجب منها ست ورثة شرعيين، ثم تزوج للمرة الرابعة والأخيرة من لوكريزيا كورتيجياني، التي غمرته بستة أبناءٍ آخرين. وكان لليوناردو اثنا عشر أخٍ غير شقيق يصغرونه بسنوات عديدة، ووُلِدَ أصغرهم وهو في الأربعين من العمر، ممَّا أضعفَ علاقته معهم.
تعلَّم ليوناردو اللغة اللاتينية والهندسة والرياضيات تعليماً غير منتظمٍ أي غير رسمي، وسجل في مذكّراته حفنةً من الأحداث المميزة من طفولته، أحدها أن طائر حدأة تسلَّق إلى سريره ليلاً ووضع ذيله في فمه؛ واعتبرها علامة على كتابته في هذا المجال. وفي حادثة أخرى كان يتجول في الجبال، فعثر على كهفٍ وتملكه شعوران: الأول خوفٌ من الكائنات التي قد تكمنُ داخله والثاني فضولٌ لاكتشاف ما فيه، كما دوَّنَ ليوناردو بعض ما التقطته ذاكرته من أمورٍ شغلته في طفولته، كالماء والكتابة وشطب اسم بلدته في دفترٍ من دفاتره.
لطالما تكهَّن الباحثون ووضعوا نظريات حول السنوات الأولى من حياة ليوناردو، وروى كاتب من القرن السادس عشر اسمه جورجو فازاري، وهو كاتبِ سير ذاتية عن رسامي عصر النهضة، قصةً عن طفولة ليوناردو يقولُ فيها: أن قروياً صنع لنفسه درعاً مدوراً وطلب من والد ليوناردو السيد بييرو أن يطليه له، لكن ليوناردو استلم طلائها، فجاء الطلاء من وحي أسطورة ميدوسا التي لطالما ألهمت ليوناردو، فتجلَّى هذا الإلهام في صورة لوحة مرعبة لوحشٍ ينفث النار، واضطُر والده لشراء درعٍ آخر للقروي وباع الدرع الذي رسم عليه ليوناردو لتاجر فنٍ من فلورنسا مقابل 100 دوكات، وباع هذا التاجر الدرع لدوق ميلان.

### تدريبه في ورشة فروكيو

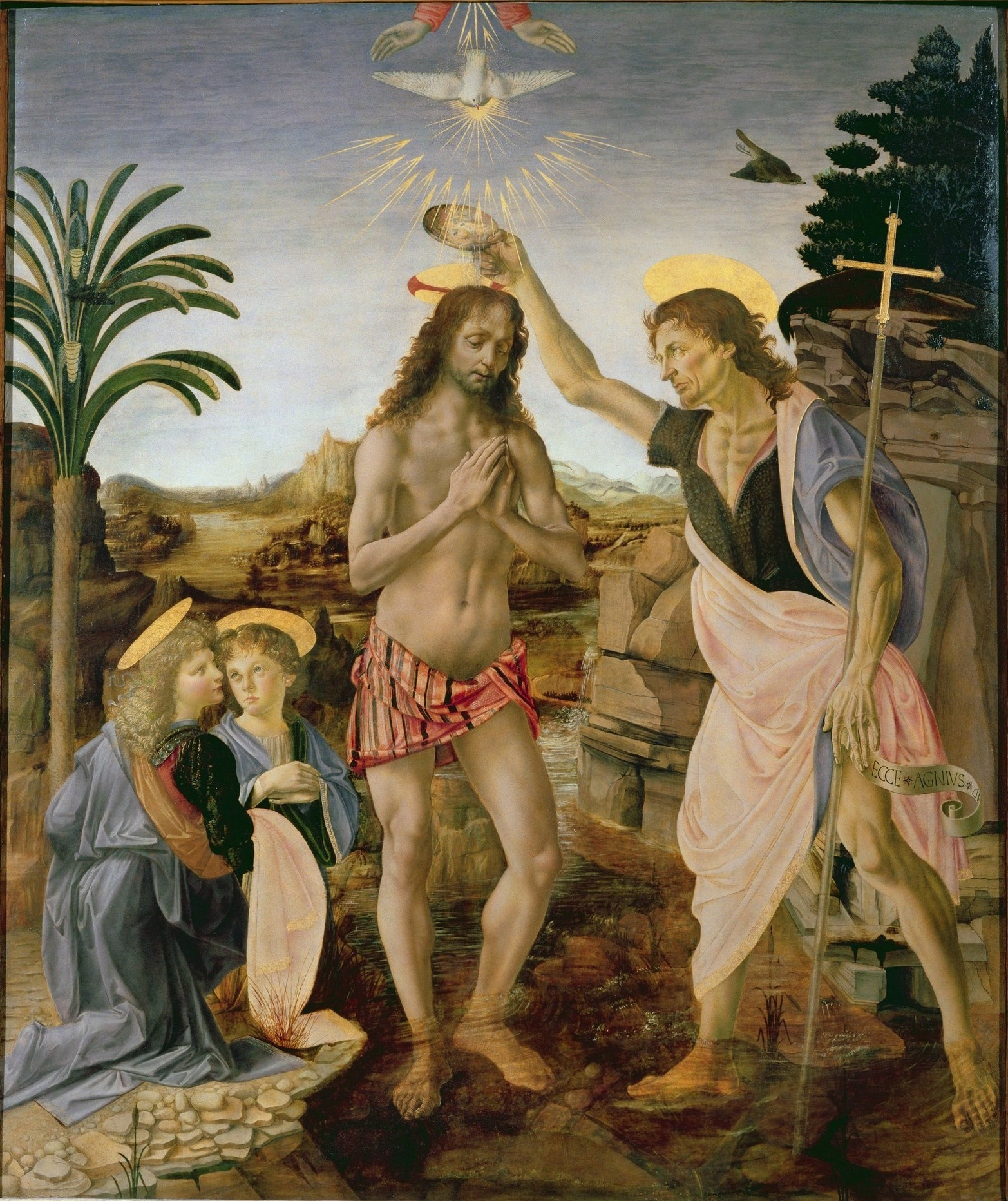
معمودية المسيح (1472-1475) بريشة فروكيو وليوناردو دا فينشي، في معرض أوفيزي.

كان ليوناردو دا فينتشي مُسجلاً كمقيم في مدينة فينتشي حتى عام 1468، لكنه عاش تلك الفترة غالبًا في فلورنسا، وهي مكان عمل والده،  ويظنّ لجورجيو فازاري أن السير بييرو انتقل للعمل في فلورنسا، وعاد منها في عام 1462 مع عائلته، وعرض الأب بييرو على صديقه فروكيو بعض رسومات ليوناردو الصغير لإقناعه بضم ليوناردو لورشته، لكنهم قرروا إدخال ليوناردو إلى ورشة فروكيو في وقت لاحق لصعوبة تعلم المهنة بسنّ العاشرة.
كان واضحاً للجميع اهتمام الشاب ليوناردو بفن الرسم وصناعة أشياءٍ خيالية، وفي عام 1468 أرسل السير بييرو ابنه إلى ورشة فروكيو فأصبح ليوناردو متدربًا وهو في سن السابعة عشرة، وبقي متدرباً لسبع سنوات. وكانت ورشة فروكيو في تلك الفترة واحدة من أهم المشاغل في فلورنسا ومكاناً خصباً لصقل المواهب، وكان فروكيو نفسه رائداً في الرسم والنحت في فلورنسا، بل وترمز ورشة فروكيو لبعض من أسماء مشاهير رسامي عصر النهضة الإيطالية، فكانوا متدربين فيها أو أنُجزِت بها بعضُ أعمالهم، ومن أشهر هؤلاء الرسامين: بيترو بيروجينو ودومنيكو غرلاندايو وساندرو بوتيتشيلي ولورينزو دي كريدي. وتعلم دا فينتشي في ورشة فروكيو مهارات ومفاهيم علوم وتقنيات مختلفة بـأساليب نظرية وعملية متعددة، من بينها رسم الآلات والكيمياء وعلم الفلزات وقوالب القصارة والحِرف الجلدية وعلم الآليات والمشغولات الخشبية، وتدرب كذلك على مهارات التصوير والرسم والنحت وتصميم النماذج.
رسم المتدربون والعاملون في ورشة فروكيو الكثير من اللوحات خلال فترة تدريبهم، ويقول أحد الباحثين أن ليوناردو دا فينتشي تعاونَ مع فروكيو في رسم لوحة معمودية المسيح، إذ تولَّى ليوناردو رسم الملاك الصغير ماسكًا رداء يسوع بأسلوبٍ فاقَ أسلوبَ عمل معلمه «لدرجة أن فروكيو وضع الفرشاة من يده ولم يرسم بعدئذٍ لوحة أخرى»، لكن من الغالب أن هذه قصة مُلفَّقة، ويكشف الفحص الدقيق للوحة عن أجزاء رُسمت أو أُعيد رسمها فوق التمبرا بأسلوب الرسم الزيتي، وهي أحدث تقنيات الرسم في زمن اللوحة، من هذه الأجزاء: المناظر الطبيعية والصخور (الظاهرة عبر مجرى الجبل البني) وجانبٍ كبيرٍ من صورة يسوع وهو يقفُ شاهداً على ريشة ليوناردو. ويُعتقد أيضاً أن ليوناردو ألهمَ عملين من أعمال فروكيو: وهما التمثال البرونزي لديفيد في بارجيلو والملاك روفائيل في لوحة طوبيا والملاك.
تأهل ليوناردو وهو في سن العشرين (في عام 1472) ليصبح عضواً بمرتبة محترف في نقابة القديس لوقا، وهي نقابةٌ للفنانين والأطباء حينذاك،  ولم تنقطع صلة ليوناردو بمعلمه فروكيو منذئذٍ وإنَّما بقي يعيش معه ويعملُ معه حتى بعد أن فتح والده ورشة عملٍ له، وتُعد لوحة منظر طبيعي لتوسكانا أقدم أعمال ليوناردو المعروفة تاريخاً،  ويقالُ أنها أول رسمٍ «نقي» لمنظر طبيعي في الفن الغربي، وهي رسم أولي بالقلم والحبر لوادي أرنو. ويقولُ أحد الباحثين أنَّ الشاب ليوناردو أول من اقترح جعل نهر أرنو قناة للملاحة بين فلورنسا وبيزا.

### حياته المهنية

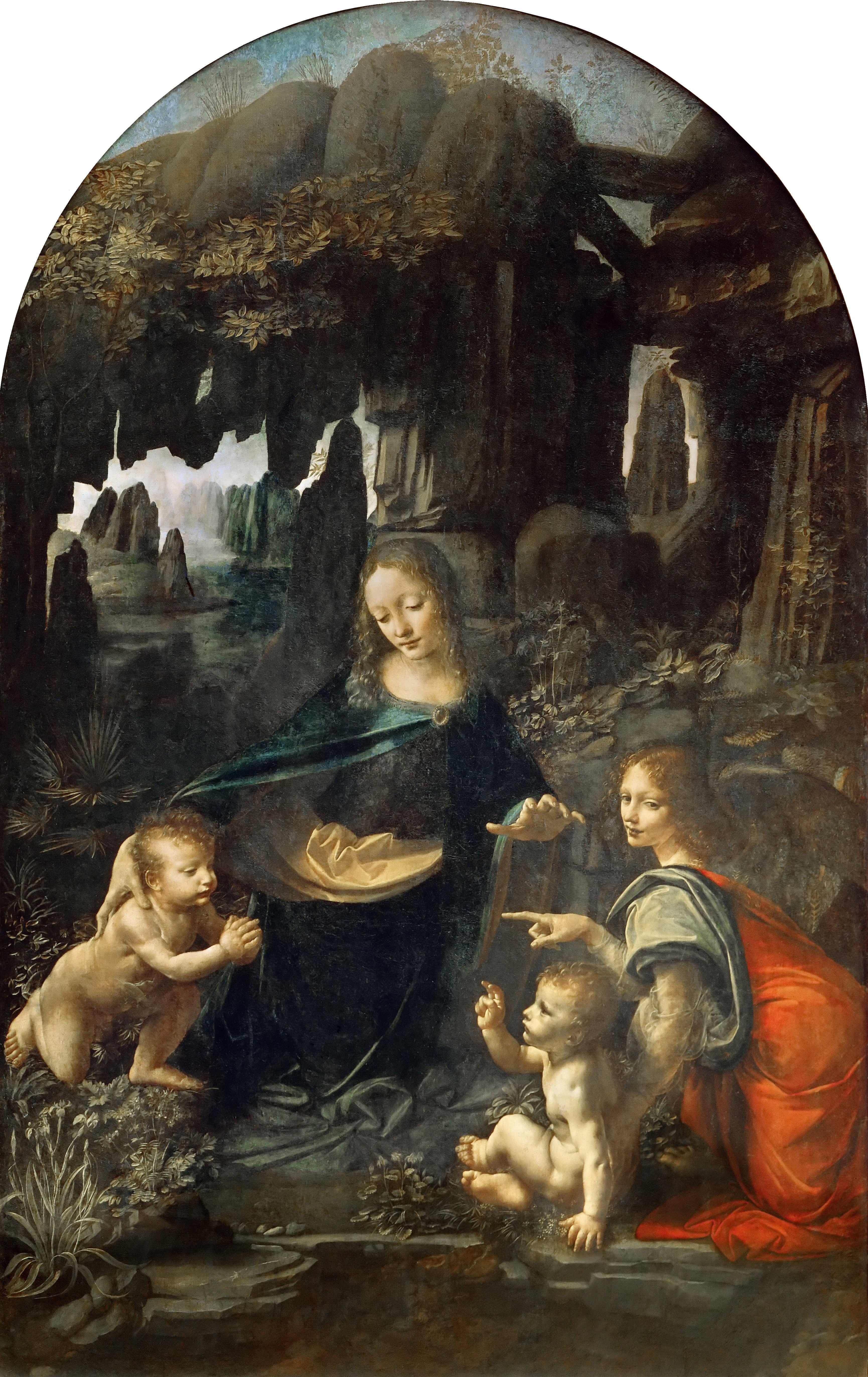
نسخة متحف اللوفر من لوحة عذراء الصخور.

تلقى ليوناردو طلباً شخصياَ لرسم مذبح كنيسة سانت برنارد في قصر فيكيو في شهر يناير عام 1478، وهذا يدلَّ على أنه استقلَّ حينذاك عن ورشة فروكيو، ويَذكرُ مجهول غاديانو أنَّ ليوناردو عاش في عام 1480 مع عائلة ميديشي وعمل في حديقة ساحة سان ماركو (فلورنسا) التي اِلتقى فيها أعضاء الأكاديمية الأفلاطونية الجديدة للفنانين والشعراء والفلاسفة، وهي أكاديمية نظَّمت عائلة ميديشي سائر شؤونها وجميع نشاطاتها. في مارس 1481، كلف الأوغسطينيين (في دير سان دوناتوو في سكوبيتو) ليوناردو برسمِ لوحة عشق المجوس، لكن ليوناردو اضطرَّ للسفر لخدمة دوق ميلانو لودوفيكو سفورزا، فظلَّت اللوحة مسودَّة غير مكتملة. وفي عام 1482، صنع ليوناردو آلة وترية من الفضة وجمجمة حصان وقرون كبش جلبها لسفورزا وكتب له رسالة يصف فيها نجاحه ومهارته في مجالات متنوعة مثل الهندسة وتصميم الأسلحة، وذكر أيضاً أنه رسَّام.
عمل ليوناردو في ميلانو بين عامي 1482 و1499 وكُلِّفَ برسم لوحة عذراء الصخور لـ«أخوية الحبل بلا دنس» ولوحة العشاء الأخير لدير سانتا ماريا ديلي غراسي. وفي ربيع عام 1485، سافر ليوناردو إلى مملكة المجر نيابة عن سفورزا لمقابلة الملك ماتياس كورفينوس، فكلَّفهُ الملك برسم مادونا، وهي لوحة لمريم العذراء، وانخرط ليوناردو منذئذٍ في مشاريع عديدة مع الملك سفورزا، من ضمنها تجهيز الطوافات والمواكب للمناسبات الخاصة وإعداد رسم ونموذج خشبي لمسابقة تصميم قبة كاتدرائية ميلانو، ولو أنَّهُ انسحب منها فيما بعد،  وكذلك تصميم نموذج لتمثال فروسية ضخم لفرانشيسكو سفورزا الأول (وهو سلف الملك لودوفيكو سفورزا)، وكان من المُخطَّط أن يفوق حجم هذا التمثال أحجام التمثالين الكبيرين للفروسية لعصر النهضة، وهما تمثال كاتاميلاتا لدوناتيلو في مدينة بادوفا وتمثال بارتولوميو كوليوني لفوروكيو في البندقية، وأكمل ليوناردو نموذجًا للحصان ووضع خططًا تفصيلية لصبه،  ولكن الملك لودوفيكو قرَّر في نوفمبر 1494 إعطاء البرونز المُخصَّص للتمثال لصُنْع مدافع للدفاع عن المدينة من شارل الثامن ملك فرنسا،  وعُرف هذا التصميم باسم «الحصان العظيم» أو «حصان ليوناردو».
فرَّ ليوناردو من ميلانو برفقة مساعده سالاي وصديقه عالم الرياضيات لوكا باتشولي واتجهوا إلى البندقية بعد سقوط ميلانو في أيدي الفرنسيين بمطلع الحرب الإيطالية الثانية. وعمل ليوناردو مهندساً ومصمماً عسكرياً في البندقيّة، وابتكر أساليباً دفاعية ضد الهجمات البحرية، وعاد ليوناردو في عام 1500 إلى فلورنسا وحلَّ مع أسرته ضيفًا على رهبان دير سانتيسيما أنونزياتا، ومنحه هؤلاء الرهبان ورشة يعملُ فيها، ويقول فازاري أن ليوناردو رسم في هذه الفترة لوحة العذراء والطفل مع القديسة آن والقديس يوحنا المعمدان، وهي لوحة من عدة صفحات ملتصقة فوق بعضها مثل رسومٍ متحركة، وحظيت هذه اللوحة بإعجاب هائلٍ وتوافد «الرجال والنساء والصغار والكبار» لرؤيتها «كما لو كانوا بمهرجانٍ عظيم».

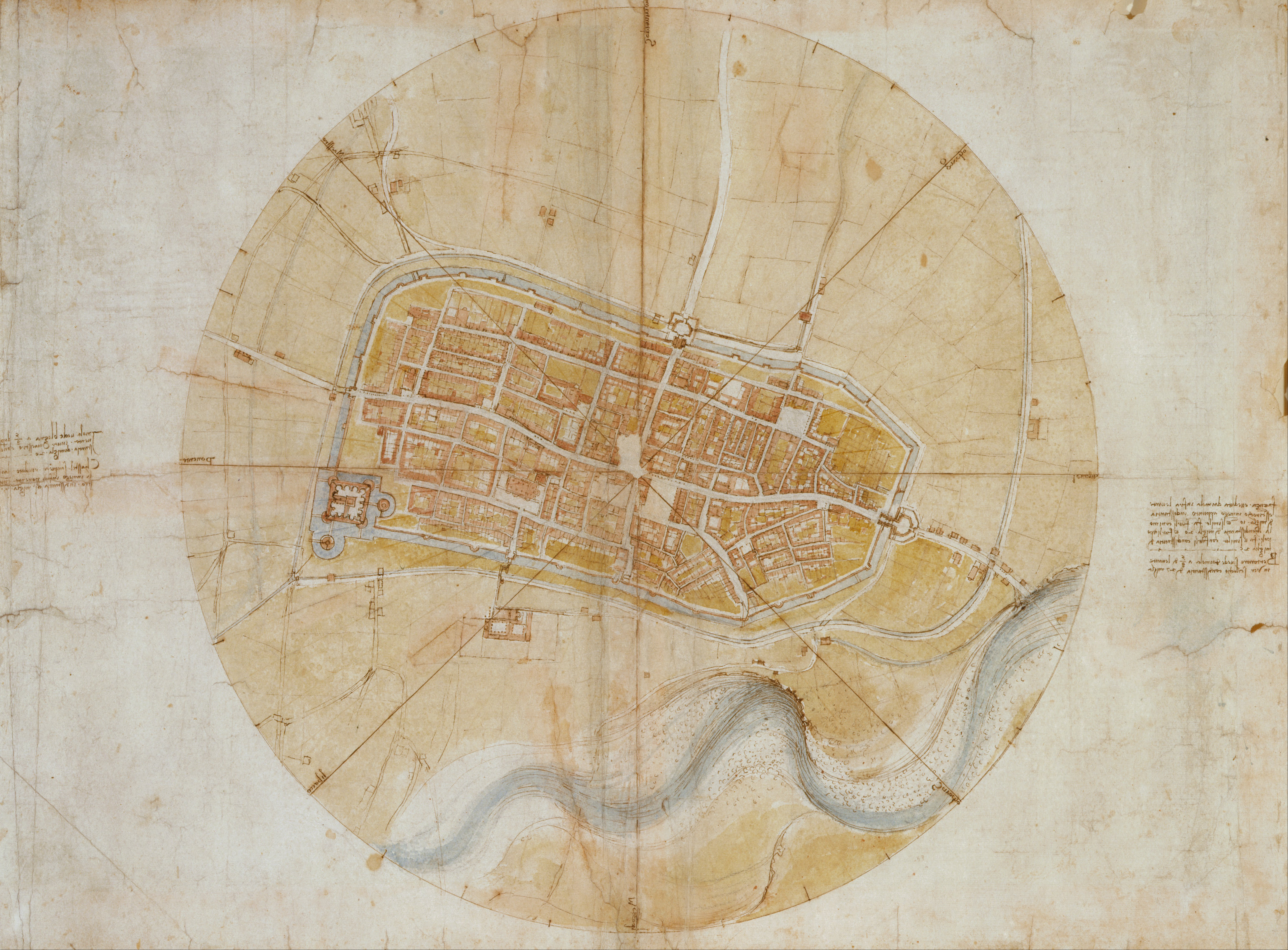
خريطة مدينة إيمولا.

عمل ليوناردو في عام 1502 في تشيزينا لتشيزري بورجا، وهو نجل البابا إسكندر السادس، ووضع ليوناردو مخططاً لمعقل تشيزري بورجا وكان المُخطَّط بمثابة خريطة لمدينة إيمولا، وكان هدفه كسب عطفَ ودعم تشيزري، وعُدَّت الخرائط حينذاك قطعاً نادراً وجديداً، ووظَّف تشيزري ليوناردو بعد رؤيته للخريطة، فأصبح ليوناردو مهندساً ومصمماً عسكرياً لتشيزري وسافرَ معه أيضاّ لشتّى أنحاء إيطاليا. وفي وقت لاحق من عام 1502 رسم ليوناردو خريطةً أُخرى لوادي شيانا في توسكانا، وساعدت الخريطة تشيزري لأن فيها مسحاً دقيقاً للأرض ودلالةً على موقعٍ استراتيجيّ مهم عسكرياً، وتزامن وضعُ هذه الخريطة مع مشروع ليوناردو ببناء سدٍ يمتدّ من البحر إلى فلورنسا، وهدف السدِّ أن يتدفَّق الماء في القناة طوال فصول السنة.
بأوائل عام 1503، عاد ليوناردو إلى فلورنسا بعد أن ترك خدمة تشيزري بورجا،  وانضمَّ ثانية إلى نقابة القديس لوقا في 18 أكتوبر من نفس العام، وبدأ ليوناردو كذلك في أكتوبر بالعمل على لوحة شخصية للسيدة ليزا ديل جوكوندو، وهي نموذج لوحة الموناليزا الشهيرة، والتي واصَلَ العمل عليها حتى أيام حياته الأخيرة. وفي يناير عام 1504، دُعِيَ ليوناردو إلى لجنة للتوصية بمكان تشييد تمثال داود لميكيلانجيلو، وأمضى بعدها عامين في فلورنسا يُصمِّمُ ويرسم خلالهما اللوحة الجدارية لمعركة أنغياري بطلبٍ من الحكومة لتزيين قاعة قصر فيكيو، وشارك مايكيل انجيلو في هذا العمل أيضاً، فصمَّمَ اللوحة الجدارية الثانية وهي معركة كاشينا.
في عام 1506، عاد ليوناردو مجدداً إلى ميلانو بعد أن استدعاه تشارلز الثاني دو امبواز، وهو القائم بأعمال الحاكم الفرنسي بميلانو، ورَغِبَ مجلس مدينة فلورنسا بعودته على الفور لإنهاء لوحة معركة أنغياري، لكن الإجازة مُنحت بناءً على طلب لويس الثاني عشر لأنه نوى تكليف ليوناردو ببعض أعمال التصوير (أي رسم لوحةٍ لشخص)، ومن المحتمل أن ليوناردو بدأ بمشروع تمثال دو امبواز للفروسية، ولهذا التمثال نموذج من الشَّمْع، وإذا كان ليوناردو هو صانع نموذجه الشمعي فهو المثال الوحيد الباقي على منحوتات ليوناردو. وفيما عدا ذلك كان ليوناردو حراً في الانكباب على اهتماماته العلمية في ميلانو،  وعمل العديد من تلاميذ ليوناردو البارزين معه أو عرفوه في ميلانو، ومن بينهم برناردينو لويني وجيوفاني أنطونيو بولترافيو وماركو دوجيو، وفي عام 1507 ذهب ليوناردو إلى فلورنسا ليحل نزاعاً قائماً مع إخوانه حول أملاك والده الذي توفي عام 1504. وفي عام 1508 عاد ليوناردو إلى ميلانو وعاش في منزله في بورتا أورينتال في أبرشية سانتا بابيلا.

### شيخوخته ووفاته

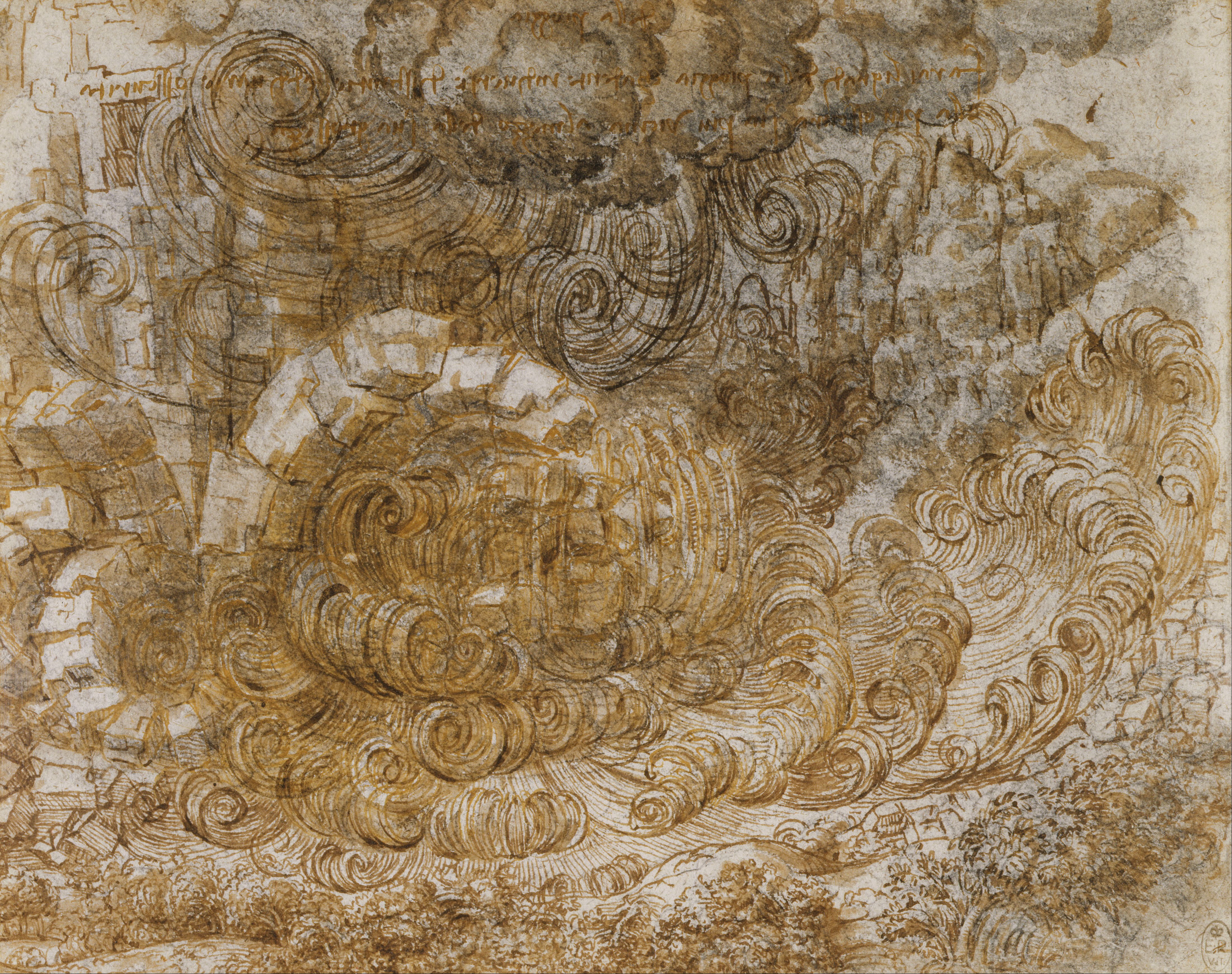
رسم ليوناردو هذا المخطط الأولي بالطباشير السوداء لحركة المياه من الأرض في عملية الطوفان قرب وفاته، وكانت جزءًا من سلسلة تتكون من عشرة أجزاء مقترنة مع شروحات مدونة في دفاتره.

بينما كان ليوناردو يعمل على صناعة تمثال للفروسية للأرستقراطي الإيطالي جيان جياكومو تريفولزيو في عام 1512، غزا تحالف القوات السويسرية والإسبانية والبندقية مدينة ميلان لطرد الفرنسيين منها، فتوقفت أعمال ليوناردو ونجحت قوات التحالف في مسعاها. ولم يغادر ليوناردو المدينة، وقضى عدة شهورٍ من عام 1513 في فيلا لأسرة مديشي الحاكمة،  وفي شهر مارس من ذات العام أصبح جيوفاني (وهو الابن الثاني لحاكم فلورنسا لورينزو دي ميديشي) بابا الكنيسة الكاثوليكية وباسم ليو العاشر؛ فذهب ليوناردو إلى روما في سبتمبر واستقبله جوليانو شقيق البابا. وقضى ليوناردو الفترة ما بين سبتمبر 1513 إلى 1516 في فناء بلفيدير [الإنجليزية] بقصر الفاتيكان، وهو مكانٌ عملَ فيه ميكيلانجيلو ورافاييل. في ذلك المكان، أُعطي ليوناردو ثلاثًا وثلاثين دوكات في الشهر، وقام بتزيين سحلية بقشورٍ مطلية بالزئبق بحسب ما أورد فازاري،  وكلَّفه البابا بلوحة مجهولة الموضوع، والتي أُلغيت حين بدأ الفنان في تطوير نوع جديد من الورنيش. أصيب ليوناردو بسكتة دماغية تبعتها سكتات أخرى، أدت في النهاية إلى وفاته،  وتمرس في علم النبات في حدائق الفاتيكان، وكُلِّف بتنفيذ مقترح البابا لتجفيف سبخات بونتين. هذا بالإضافة إلى تشريح الجثث الذي أسفر عن ملاحظات لأطروحة عن الأحبال الصوتية؛ وأراد ليوناردو أن يرد بها صنيع البابا ومعروفه فقدمها للجهات الرسمية ولكنه لم ينجح في ذلك.
أعاد ملك فرنسا فرانسوا الأول سيطرة الفرنسيين على ميلانو في أكتوبر 1515، واجتمع الملك مع البابا ليو العاشر في لقاءٍ حضره ليوناردو دا فينتشي في 19 ديسمبر في بولونيا. وبدأت خدمة ليوناردو للملك فرانسوا في 1516، وبناءً على ذلك أعطاهُ الملكُ حق استخدام قصر كلو لوسي الذي يقع بالقرب من مقر إقامة الملك في القصر الملكي في أمبواز، وبفضل قُرب المسافة صارت زيارات فرانسوا لليوناردو كثيرة متكرّرة، فرسم ليوناردو مخططات لحصن ضخم كان ينوي فرانسوا تشييده في مدينة رومورانتين [الإنجليزية]، إضافةً إلى صناعة أسد آلي يخرج من صدره باقات الزنبق أثناء سيره في موكب تجاه الملك. رافق ليوناردو في تلك الفترة صديقه وتلميذه فرانشيسكو ميلزي، وعاش براتب بلغ 10,000 سكودو، ورسم ميلزي رسماً لُمعلِّمه دا فينتشي، أما اللوحات الأخرى لليوناردو فترجع لأحد مساعديه وعُثر عليه مرسوماً على ظهر دفترٍ من دفاتر ليوناردو من حوالي عام 1517، كما رسم جيوفاني أمبروجيو فيجينو صورةً لليوناردو العجوز وذراعه اليمنى مُغطَّاةٌ بالقماش (وكان صعب عليه تحريكها حينذاك)، ثَبَتَ أن الرجل الظاهر في الصورة هو دا فينتشي أثناء زيارة لويجي دراجونا في أكتوبر 1517، فأكَّد هذا أن يد ليوناردو اليمنى أُصِيبَت بشللٍ وهو في السادسة والخمسين من عمره، ولعلَّ هذا سببٌ في تركه للكثير من أعماله غير مكتملة، كالموناليزا. إلا أنه استمر بالعمل نوعاً ما حتى أصبح في نهاية المطاف مريضاً وطريح الفراش لعدة أشهر.

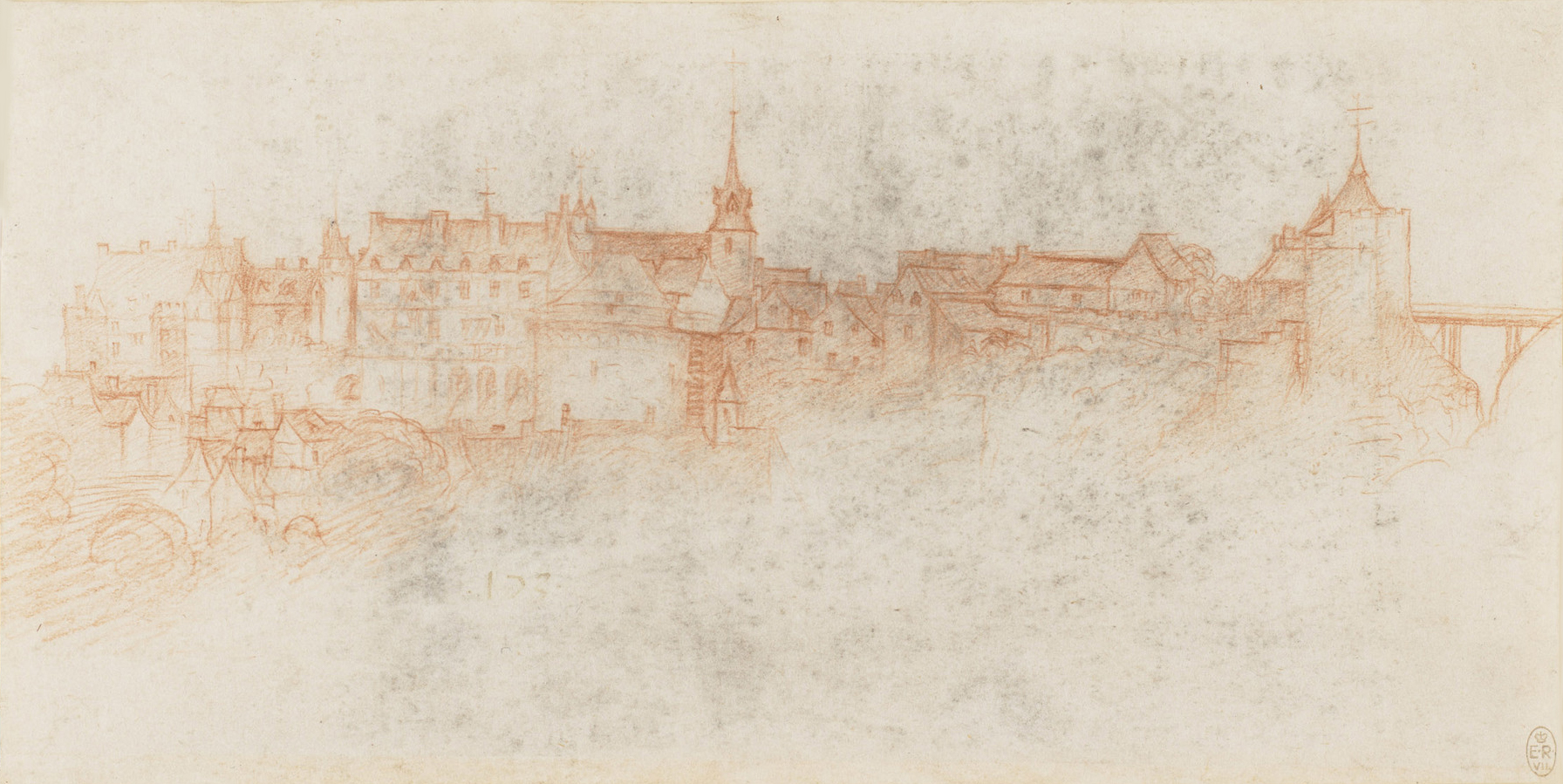
لوحة لقصر أمبواز رسمها تلميذ ليوناردو فرانشيسكو ميلزي (حوالي عام 1518).

توفي ليوناردو في كلوس لوسي في الثاني من مايو من عام 1519 عن عمر يناهز 67 عامًا، وعلى الأرجح أن سبب الوفاة كان سكتة دماغية. وكان الملك فرنسوا الأول صديقاً مقرباً له آنذاك، ويقول فازاري أن ليوناردو أشفقَ على نفسه وهو على فراش موته فطلبَ للتوبة، وقال أنه «قد أساء إلى الله والبشر بفشله في ممارسة فنه مثلما كان يتوجَّب عليه»، ويذكر فازاري أن ليوناردو أرسل في أيامه الأخيرة لقسيسٍ ليعترف بذنوبه ويقبل السر المقدس. ويزعمُ فازاري أيضًا أن الملك احتضنَ رأس ليوناردو بين ذراعيه حينما لفظَ أنفاسهُ الأخيرة، على الرغم من أن هذه القصة خياليَّة في الغالب،  وحَمَلَ تابوت ليوناردو إلى مثواه الأخير ستون متسوّلاً نزولاً عند رغبته،  وكان ميلزي وريث دا فينتشي الشرعي ومنفذ وصيته، فتلقَّى أموال ولوحات ليوناردو وأدواته ومكتبته وأمتعته الشخصية. وتذكر ليوناردو أيضًا تلميذه الآخر وصديقه القديم سالاي وخادمه المخلص باتيستا دي فيلانيس، فحصل كل منهما على نصف أملاك دا فينتشي من كروم العنب، وحصل إخوته على أراضيه، وتلقت خادمته عباءة مبطنة بالفرو. وفي 12 أغسطس 1519 دُفِن رفات ليوناردو في الكنيسة الجمعية للقديسة فلورينتين بقلعة أمبواز في فرنسا،
وبعد حوالي 20 عامًا من وفاة ليوناردو، أفاد الصائغ والنحات بنفينوتو تشيليني أن الملك فرانسوا قال: «لم يولد رجل في العالم حاز معرفة بقدر ما حاز ليوناردو، ولا أقصدُ هنا معرفة الرسم والنحت والعمارة، وإنما المعرفة التي جعلتهُ فيلسوفًا عظيمًا جدًا».

## علاقاته الشخصية

### علاقاته الاجتماعية والفنية

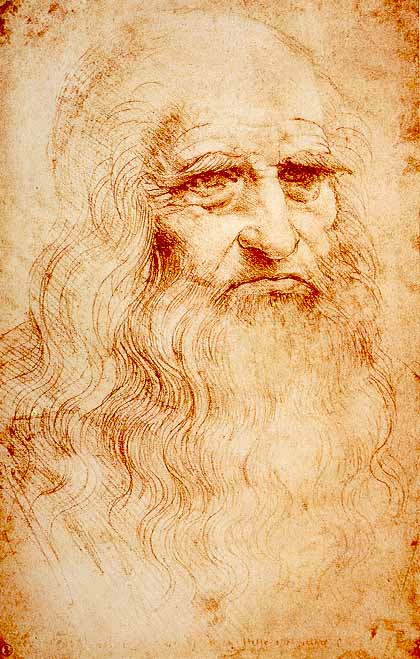
يعتقد أن هذه صورة شخصية لليوناردو دا فينشي مرسومة بالطبشور الأحمر حوالي سنة 1512. موجودة الآن في مكتبة القصر الملكي في تورينو، إيطاليا.

كانت فلورنسا في زمن شباب ليوناردو مركزاً للفكر والثقافة الإنسانية المسيحية،  وبدأ ليوناردو التدريب مع فوركيو عام 1466، بنفس العام توفي رئيس فوركيو النَّحات الشهير دوناتيللو. وكان معظم الفنانين الباقين في الورشة حينئذٍ كباراً في السنّ، فمنهم الرسام أوتشيلو صاحب التجارب المبكرة في فن الرسم المنظوري، وقد أثَّر عمله على تطور رسم المناظر الطبيعية، لكنه كان طاعناً في السنّ، وكذلك الرسامان بييرو ديلا فرانشيسكا وفيليبو ليبي والنحات لوكا ديلا روبيا والمهندس المعماري والكاتب ليون باتيستا ألبيرتي، فكانوا جميعاً في الستينات من عمرهم، وأما الفنانان الناجحان الشابَّان في المدرسة فكانوا فيروشيو (وهو مُعلِّم ليوناردو) وأنطونيو ديل بوليشيوا ونحات الصور الشخصية مين ودا فيسول.
أمضى ليوناردو شبابه في فلورنسا، وكانت المدينة مُزيَّنة آنذاك بأعمال كبار الفنانين الذين عاصروا دوناتيلو مثل مازاتشو الذي كانت لوحاته التصويرية مشبعة بالواقعية والعاطفة، ولورنزو جبرتي الذي عرض لوحة بوابات الجَنَّة في معمودية فلورنسا متألِّقةً مع أوراق ذهبية، وجمعت بين تركيبات الأشكال المُعقدة وخلفياتٍ معمارية مفصلة، وبييرو ديلا فرانشيسكا الذي أجرى دراسة مفصلة للمنظور وكان أول رسام يدرسُ الضوء على أساسٍ علمي، وكان من شأن دراسات ليون باتيستا ألبيرتي أن يكون لها تأثير عميق على الفنانين الشباب، وخاصة على ملاحظات ليوناردو وأعماله الفنية.
كانت التقاليد السائدة في فلورنسا رسمُ لوحة صغيرة وراء المذبح للعذراء والطفل في الكنائس، وصُنِعَت الكثير من هذه اللوحات الحرارة أو بالطين النضيج الذي تنتجهُ ورش فيليبو ليبي وفيروكيو وعائلة ديلا روبيا الشهيرة. وكانت لوحات ليوناردو الأولى للسيدة العذراء، مثل سيدة القرنفل والسيدة بينوا، تتبع هذه التقاليد ولو أنَّ فيها لمسةً وتحساساً ذاتياً له، وخاصة في لوحة السيدة بينوا التي تظهرا فيها العذراء مائلةً عن زاوية الصورة وفي حضنها الطفل المسيح في الزاوية المقابلة، ويظهر هذا التكوين الصوريّ في لوحات ليوناردو في وقت لاحق مثل العذراء والطفل مع القديسة آن.

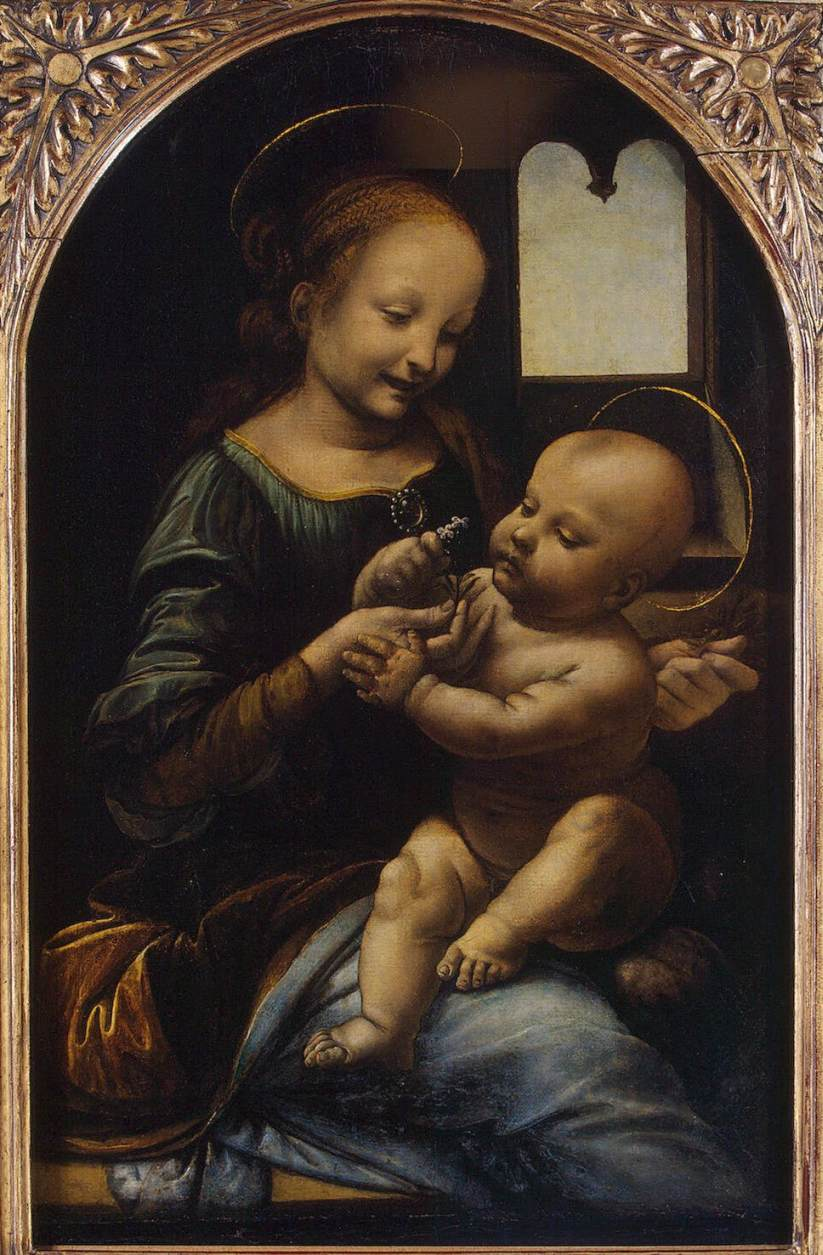
لوحة السيدة بينويس، ق. 1478.

كان ليوناردو معاصراً في حياته لرسامين معروفين منهم ساندرو بوتيتشيلي ودومنيكو غرلاندايو وبيترو بيروجينو،  وكان هؤلاء كلّهم أكبر منه بفارقٍ بسيط، وكان يقابلهم أحياناً في ورشة عمله في فيروكيو التي لهُم صلات عملٍ بها وكذلك في أكاديمية ميديشي الأفلاطونية الجديدة، وكان بوتشيلي مقرَّباً بالخصوص لعائلة مديشي فضمنَ نجاحه في مسيرة الرسم، وأما غيرالاندايو وبيروغينو فأدارا ورشتين للرَّسْم وكانا غزيرَيْ الإنتاج، فقاما بأعمالٍ متقنةٍ ولقاء عمولاتٍ كبيرة لزبائن مهمِّين، وقدَّر هؤلاء الزبائن قدرات غيرالاندايو في رسم لوحات جدارية دينية لمواطني فلورنسا الأثرياء، فكان قادراً على رسم العديد من القديسين والملائكة بحلاوة وبراءة راسخة. وكُلِّفَ هؤلاء الرسامون الثلاثة بطلاء جدران كنيسة سيستينا الشهيرة في الفاتيكان، فبدأ هذا المشروع بتوظيف بيروغينو عام 1479، ولم ينضمَّ ليوناردو إليهم قطّ. فقد كانت مهمَّته المرموقة الأولى رسم لوحة عشق المجوس لرهبان سكوبتا، وهي لوحةٌ لم تكتمل أبداً.

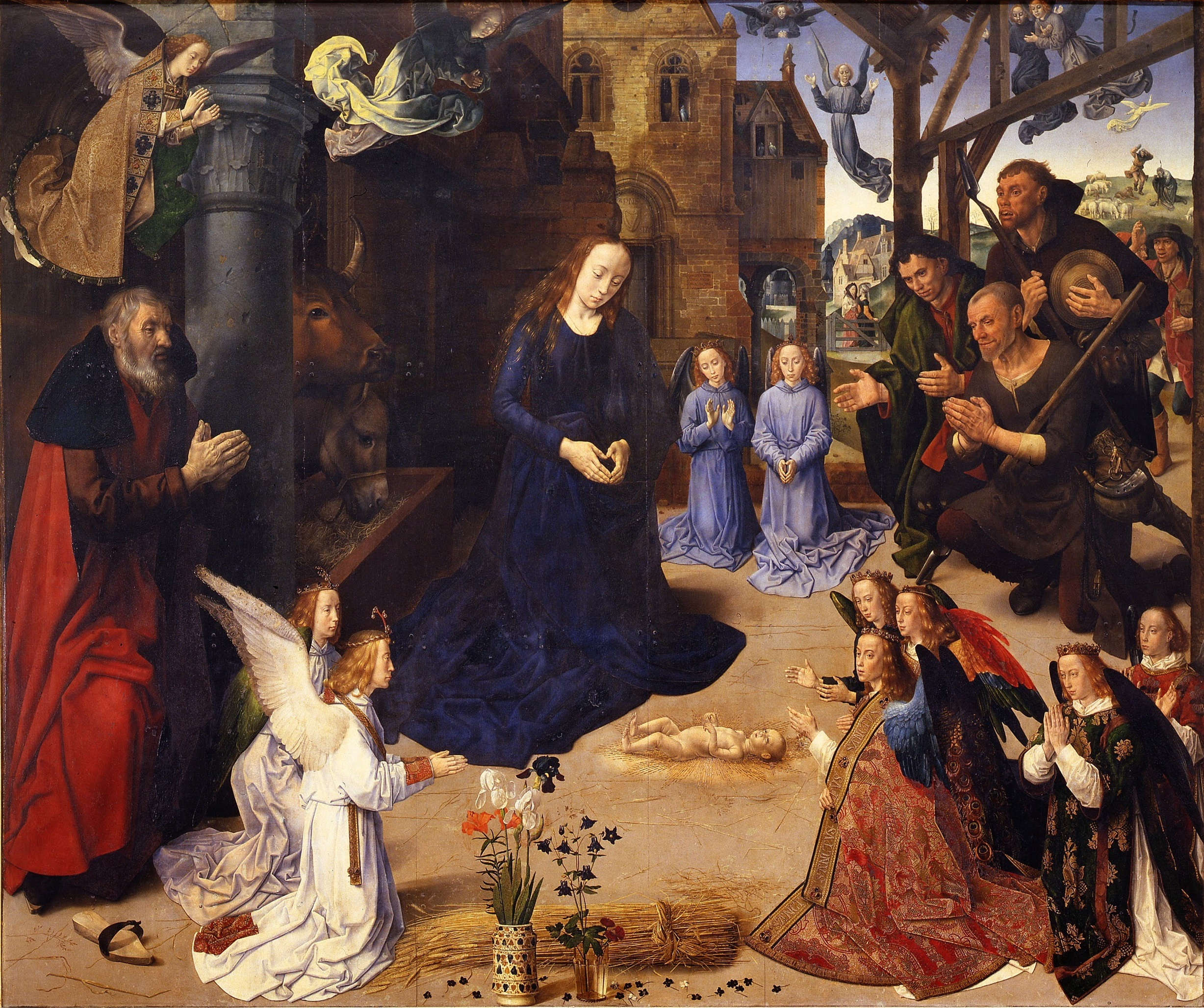
لوحة مذبح بورتينارى (حوالي 1475) بريشة هوغو فان دير غوس.

كان ما يزال ليوناردو يعمل في عام 1476 في ورشة فيروكيو، ووقعَ حينذاك أن جُلِبَ إلى فلورنسا لوحة مذبح بورتيناري بريشة هوغو فان دير غوس، فجاءت معها التقنيات الحديثة للرسم من شمال أوروبا وتركت في ليوناردو تأثيراً عميقاً، كما وأثَّرت بغيرلانديو وبيروغانيو وغيرهم من معاصريه. وكان في عام 1479 الرسام الصقلي أنطونيلو دا مسينا (وهو يرسمُ بالألوان الزيتية حصراً) مسافراً شمالاً في طريقه إلى البندقية، والتي تبنى فيها الرسَّام الرائد جوفاني بيليني أسلوب الرسم الزيتي، وسرعان ما أصبح هذا أسلوب الرسم المُفضَّل في البندقية، ولاحقاً زار ليوناردو البندقية أيضاً. وسار ليوناردو على خطى اثنين من معاصريه من المهندسين المعمارييّن هما دوناتو برامانتي (وهو الذي صمم ساحة البيرفيدير) وأنطونيو دا سانغالو الكبير، فَّجرب ليوناردو تصميم مُخطَّطات لكنائس مركزية، ويظهر عدد منها في مفكراته على الرغم من أن أياً منها لم تُبنَ على أرض الواضع.
وكان من معاصري ليوناردو السياسيين لورينزو دي ميديشي (وكان أكبر من ليوناردو بثلاث سنين) وأخوه الأصغر جوليانو، وقُتِلَ جوليانو هذا في مؤامرة باتسي في عام 1478، فأرسلت محكمة مديشي ليوناردو سفيراً إلى لودوفيكو سفورزا الذي حكم ميلان بين عام 1479 إلى عام 1499.
زار ليوناردو مع ألبرت منزل ميديشي والتقى فيه الكثير من الفلاسفة الإنسانيين الذين عاشوا حينذاك، ومنهم مارسيليو فيسينو نصيرُ الأفلاطونية الجديدة، وكذلك كريستوفو لاندينو وهو مُعلِّقٌ على الكتابات الكلاسيكية، وجون أرجيروبولوس وهو مدرس للغة اليونانية ومترجم لأرسطو، كما ارتاد أكاديمية ميديشي أشخاص مهمّون آخرون عاشوا في زمن ليوناردو، منهم الشاعر والفيلسوف الشاب بيكو ديلا ميراندولا،  وكتب ليوناردو لاحقاً في هامش من مذكّراته «أسرة مديشي صنعتني وأسرة مديشي دمرتني». وقد انتفع ليوناردو من لورينزو في الحصول على وظيفته ببلاط ميلان، لذا فليس من الواضح قصدهُ من هذا التعليق الغريب.
ترتبطُ عادةً أسماء العمالقة الثلاثة -ليوناردو ومايكلانجيلو ورفاييل- بعصر النهضة، على أنَّ هؤلاء الثلاثة ليسوا من الجيل نفسه، إذ كان ليوناردو في 23 من عمره حينما وُلِدَ مايكيلانجيلو وفي 31 حينما وُلِدَ رفاييل،  وتوفي رافيل عن عمر يناهز 37 سنةً في عام 1520، وهي السنة التي تبعت وفاة ليوناردو، وأما مايكلانجيلو فعمَّر 45 عاماً بعدهما.

### حياته الشخصية

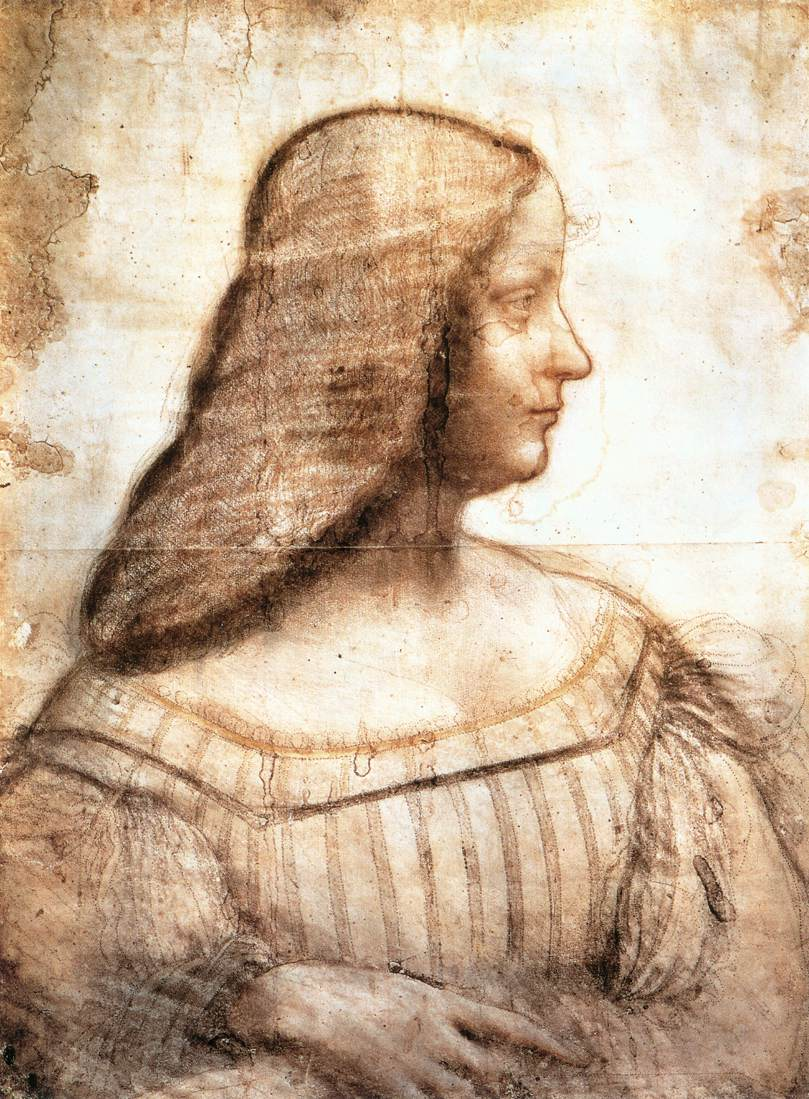
دراسة صورة إيزابيلا الأولى ملكة قشتالة (1500) في متحف اللوفر.

وصف فاساري ليوناردو بأن لديه موهبةً غير عادية للاختراع وجمالاً جسدياً متميزاً وبهاءً لا متناهياً وقوة وكرماً عظيمَيْن وروحاً ملكية وسعة عقلٍ هائلة، وجذبت سائر جوانب حياته كذلك فضول الجمهور، فكان أحد هذه الجوانب حُبَّه للحيوانات والتزامه (غالباً) بغذاء نباتي، وعادته بشراء الطيور الحبيسة وإطلاقها حُرَّة.
كان لليوناردو أصدقاء كُثُر اشتهروا إما لأسباب تاريخية أو في لتفوّقهم في مجالاتهم، ومن بينهم عالم الرياضيات لوكا باتشولي الذي ألَّف كتاب النسب الذهبية في عام 1498، ولم تكن عَلاقات ليوناردو وثيقة مع النساء باستثناء صداقته مع سيسيليا جاليراني والأختين: بياتشريتى دي إستى وإيزابيلا دي إستى. كما أنه رسم صورة وجه
إيزابيلا دي إستى التي ربما استُخدمت لرسم لوحة شخصية أثناء رحلتهما عبر مانتوفا، لكن اللوحة فُقِدَت.

القديس يوحنا المعمدان (رُسِمَت بين حوالي 1513-1516)، في متحف اللوفر، ويعتقد أن نموذجها كان تلميذ ليوناردو واسمه سالاي.

بقيَ ليوناردو عدا صداقاته القليلة مُتَحَفِّظاً في حياته الخاصة، فكانت علاقاته الجنسية موضوع هجاء وتحليل وتكهّنات، وظهر هذا الاتجاه التحليل والتفكر في منتصف القرن السادس عشر وأعيد إحياؤهما في القرن التاسع عشر والعشرين بجهودٍ أبرَزُها ما بذله سيغموند فرويد. وكانت أكثر علاقات ليوناردو حميمية مع تلميذَيه: سالاي وميلزي، وكتب ميلزي لإخوة ليوناردو ليبلغهم بوفاته، ووصف حينها ليوناردو بأنه كان محباً وعطوفاً على تلامذته. وفي القرن السادس عشر صرّح ليوناردو أن علاقته مع ميلزي كانت علاقة جنسية، وعندما كان ليوناردو في الرابعة والعشرين من عمره (سنة 1476) اُتِّهِمَ هو وثلاثة شبان آخرون باللواط مع رجل معروفٍ بممارسته للدعارة مع الذكور، ورُفِعَت التهم لاحقاً بسبب نقص الأدلة، لكن أحد المتهمين في الحادثة كان ليوناردو دي تورنابوني وهو قريبٌ للملك لورينزو دي ميديشي، ممَّا يدلُّ على أن الأسرة الحاكمة استغلَّت نفوذها للتغطية على الحادث، وأجريت منذئذٍ دراساتٌ عديدةٌ للتكهُّن بتوجه دا فينتشي نحو الشذوذ الجنسي ورمزية توجهّه هذا في لوحاته الفنية، وخصوصاً بسبب الخلاعة الظاهرة في لوحتي يوحنا المعمدان وباخوس.

### مساعدوه وتلاميذه
انضم «غيان غيامكو كابروتي من أورينو» المُلَقَّبُ بسالاي وسالايينو (ومعناها «الصغير النجس»، أي الشيطان) إلى عائلة ليوناردو في عام 1490، وبعد عام واحد فقط دوَّن ليوناردو قائمة بصفاته الخسيسة واصفاً إياه بأنَّهٌ لصٌ وكاذب وٌعنيد وشره، وهذا لأنه سرق أموالاً وتحفاً ثمينةً من العائلة خمس مرَّات على الأقل وأنفق ثروة على الملابس، على أن ليوناردو تحمَّلهُ بصبرٍ كبير وبقيَ سالاي يعيشُ في الأسرة لثلاثين سنة. ورسمَ سالاي عدداً من اللوحات تحت اسم أندريا سالاي، ويدّعي فاساري أن ليوناردو «لقَّنهُ تلقنياً عظيماً في الرسم»، على أن لوحاته تعتبر أقلَّ جدارةً فنياً بالعموم من غيره من تلامذة ليوناردو مثل بولترافيو وماركو دوجيونو، ورسم سالاي في سنة 1515 نسخةً عارية من الموناليزا تدعى الموناڤانا، وكانت الموناليزا الأصلية ملكاً لسالاي بعد وفاة ليوناردو وحتى وفاة سالاي في عام 1524، وقُيِّمَ سعرها وفي وصيته بمبلغ 504 ليرة، وهو مبلغٌ كبيرٌ جداً لقاء صورة شخصية صغيرة الإطار.
قبلَ ليوناردو في سنة 1506 تلميذاً آخراً في منزله يُدعى فرانشيسكو ميلزي، وهو ابن أرستقراطي من لومبارديا، وهو يعتبر طالب ليوناردو المُفضَّل، إذ رافقه حينما انتقل إلى فرنسا وبقيّ معه هناك حتى وفاة ليوناردو، وورثَ ميلزي لوحات ليوناردو الفنية ومشاريعه العملية ومخطوطاته ومجموعات ليوناردو وأدار ممتلكاته.

## لوحاته الفنية
على الرّغم من كون ليوناردو دا فينتشي عالماً ومخترعاً، إلا أنّ موهبته في الرسم أكسبته الشهرة حتى حوالي أربعة قرون قبل بقية مواهبه، كون العديد من رسوماته تعتبر تحف فنية. تتميز لوحاته بمجموعةٍ من الصّفات الَّتي طالما سعى طلَّاب الفن لتقليدها واتباع مدرسته، حتى وُصف بكونه رساماً «إلهياً»، وأكثر ما يميّز أعمال دا فينتشي ابتكاراته الفنية في وضع الألوان والطلاء، معتمداً على معرفته علم التشريح، والضوء وعلم النبات والجيولوجيا، بالإضافة لاهتمامه بعلم الفراسة، وكيفيّة التّعبير عن العواطف بالتّعابير والإشارات، استخدامه الفريد لتشكيل جسم الإنسان، والتدرج الدقيق للألوان، كل هذه القيم تجتمع في أشهر لوحاته الموناليزا والعشاء الأخير وعذراء الصخور.

### بداية أعماله الفنية

لوحة البشارة في معرض أوفيزي في فلورنسا، وتعد أول عمل فني كامل لليوناردو ق. 1475-1480

لاقت لوحة معمودية المسيح التي قام برسمها مشاركةً مع أستاذه أندريا دل فروكيو اهتماماً فنياً كبيراً، بالإضافة لعملين آخرين أنجزهما دا فينتشي في ذلك الوقت في معرض فروكيو، هما لوحة البشارة ضمن مقاسين أحدهما صغير بقياس 14x59 سم2 مصنوعة من البراديلا مكوناً أساسياً للقاعدة والتي قام لورينزو دي كريدي بتلوينها لكنّها انفصلت عنها، أما اللوحة الثانية فهي ذات مقاس أكبر بكثير 222x90 سم2، والتي استخدم ليوناردو في رسمها ترتيباً رسمياً، مثل اللوحتين الآخريتين المعروفتين لفرا أنجليكو بذات موضوع البشارة. وفيها نجد مريم العذراء جالسة أو راكعة على يمين الصورة، قريباً من الجهة اليسرى للصورة يبدو الملاك بثياب غنية ودقيقة، رافعاً جناحيه وحاملاً زنبقة السيدة (مادونا). على الرغم من أن العمل سابقاً كان يُسند إلى غرلاندايو إلا أنه اليوم وُثّق أن يعود لليوناردو. في اللوحة ذات المقاس الصغير تظهر العذراء مغمضة عينيها وفاتحة يدها في رمزية للخضوع لإرادة الله، مع أن مريم ليست خاضعةً أو خانعة لكنّها مطيعة، في اللوحة يظهر ظهور الملاك المفاجئ حيث تضع إصبعها علامة على المكان في الكتاب المقدس، وترفع يدها الأخرى في إشارة الترحيب أو المفاجأة. وتقبل هذه الفتاة الهادئة دورها بكونها أم الرب بثقة وإيمان وليس بخضوع. في هذه اللوحة يبرز ليوناردو الشاب الوجه الإنساني للعذراء مريم معترفاً بدور الإنسانية في تجسد الإله. الفتاة، التي قاطعها الرسول مباغتةً عند قراءتها، تضع إصبعًا في كتابها المقدس لعلامة على المكان، وترفع يدها في إشارة رسمية للترحيب أو المفاجأة. هذه الفتاة الهادئة تبدو وكأنها تقبل دورها كأم الرب، ليس بالاستقالة ولكن بثقة.

### لوحاته في عقد 1480

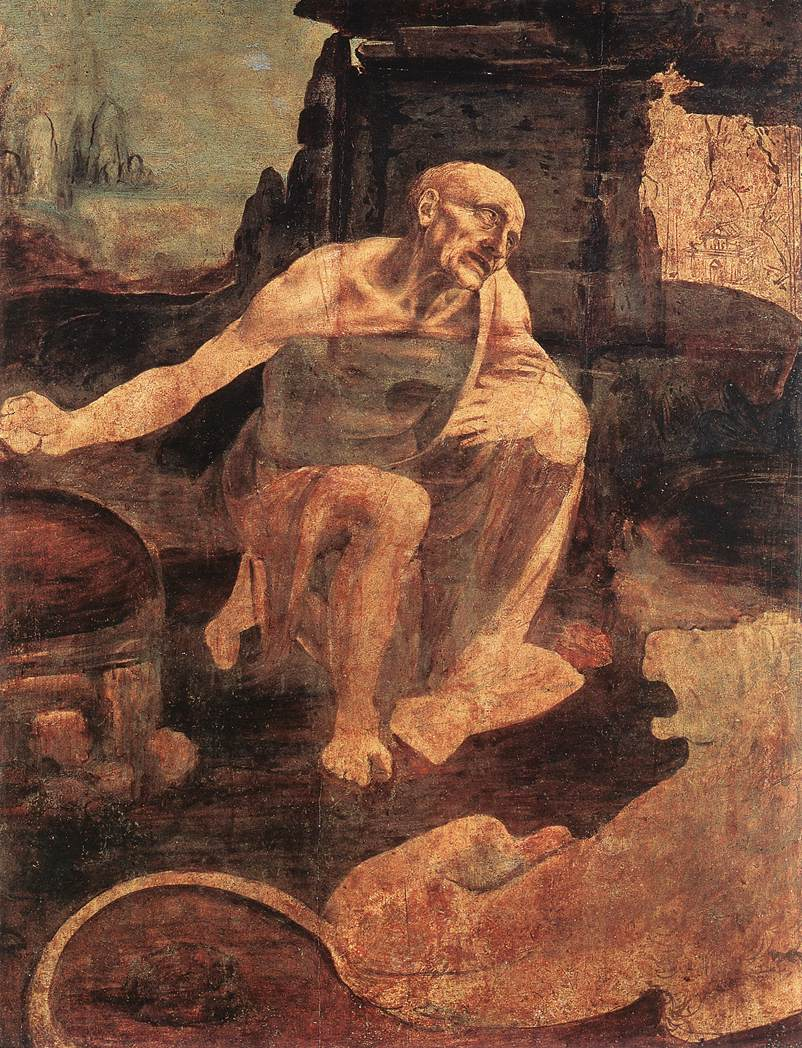
لوحة غير منتهية تمثل القديس جيروم في البرية ق. 1480، موجودة اليوم في القصر الرسولي

تلقى ليوناردو مطلع عقد الثمانينيات من القرن الخامس عشر عملين هامين، وبدأ بعمل آخر بغاية الأهمية من حيث التكوين، إلا أنّه لم ينه أي من العملين الأولين، واستغرق وقتاً طويلاً لإنهاء العمل الثالث حتى وصل لمفاوضات مطولة لإنهاء العمل ودفع الديون. إحدى هذه الأعمال كانت لوحة القديس جيروم في البرية، التي يربطها بورتودون بفترة صعبة من حياة ليوناردو، كما يتضح من مذكراته: «ظننت أنني تعلمت العيش؛ لكني كنت أتعلم فقط الموت.» على الرغم من أن اللوحة بدأت بالكاد، يمكن رؤية التركيب الغريب للغاية. يبدو القديس جيروم تائباً وسط الصورة، وعليه هالة خفيفة، والصورة تنظر إليه من الأعلى قليلاً.كما تجسد اللوحة جثوه على ركبتيه متخذاً شكل شبه منحرف، بحيث يمتد ذراع واحدة إلى الحافة الخارجية للرسم ويرنو بنظره في الاتجاه المعاكس. ويشير ج.واسيرمان إلى الصلة بين هذه اللوحة والدراسات التشريحية لليوناردو. فيما نلاحظ في مقدمة الصورة، انعكاس للقديس جيروم بشكل أسد يزأر، فيما تكون ذراعا وجسد القديس متحلزنتان بشكل مزدوج في قاعدة مساحة الصورة، والمشهد الآخر المميز ضمن هذه اللوحة هو الصخوة الصلدة التي ينعكس عليها ظل القديس جيروم. كما يظهر العرض الجريء لتكوين الصور وعناصرها بين المظاهر الطبيعية والمشاعر الشخصية في لوحة عبادة المجوس، وهي الرائعة التي لم تكتمل، يظهرها رهبان القديس دوناتو في سوبيتو، والتي تمثل تركيباً معقداً للوحة بحوالي 250x250 سم2، وتجدر الإشارة أن ليوناردو قام بعدة رسومات تجريبية ودراسات تحضيرية لها، بما في ذلك رسم لمنظور خطي للأبنية ذات العمارة الكلاسيكية المهدمة التي تشكل جزءاً من الخلفية. لكن في عام 1482، ترك ليوناردو اللوحة بداعي ذهابه إلى ميلانو بناء على طلب لورينزو دي ميديشي من أجل الفوز بميله وبحماية لودوفيكو سفورزا.  عذراء الصخور وهو ثالث عمل هام في فترة الثمانينيات من القرن الخامس عشر، حيث دعته أخوية القديس دوناتو إلى ميلانو ليجسد فكرة طهارة العذراء، وكان العمل هو رسم لوحة ضخمة خلف المذبح بمساعدة الأخوة دي بريديس. عندها اختار ليوناردو أن يجسد لحظة مختلقة للقاء القديس يوحنا المعمدان عبر ملاكٍ، بالعائلة المقدسة عند ذهابها إلى مصر، وتظهر هذه اللوحة جمالاً استثنائياً غريباً من الألوان حول المسيح الطفل الرضيع، ومشهد طبيعي في البرية ذات الصخور المتلاطمة والمياه المتلاشية. على الرغم من ضخامة الرسم، حوالي 200×120 سم2، إلا أنّه ليس بذي التعقيد الذي طلبه رهبان أخوية القديس دوناتو، حيث تصور اللوحة أربعة مشاهد بدلاً من خمسين حدثاً وصورة صخرية عدا الزخرفة المعمارية التي طلبها الرهبان، انتهى العمل من اللوحة آخر الأمر، في الواقع، رسمت نسختان من اللوحة حيث بقيت واحدة في كنيسة القديس دوناتو، في حين أخذ ليوناردو العمل الآخر معه إلى فرنسا. على الرغم من ذلك، لم يحصل الأخوان دي بريديس على حصتهم من العمل ولا الأخوية على رسومهم حتى القرن التالي. 

### لوحاته في عقد 1490

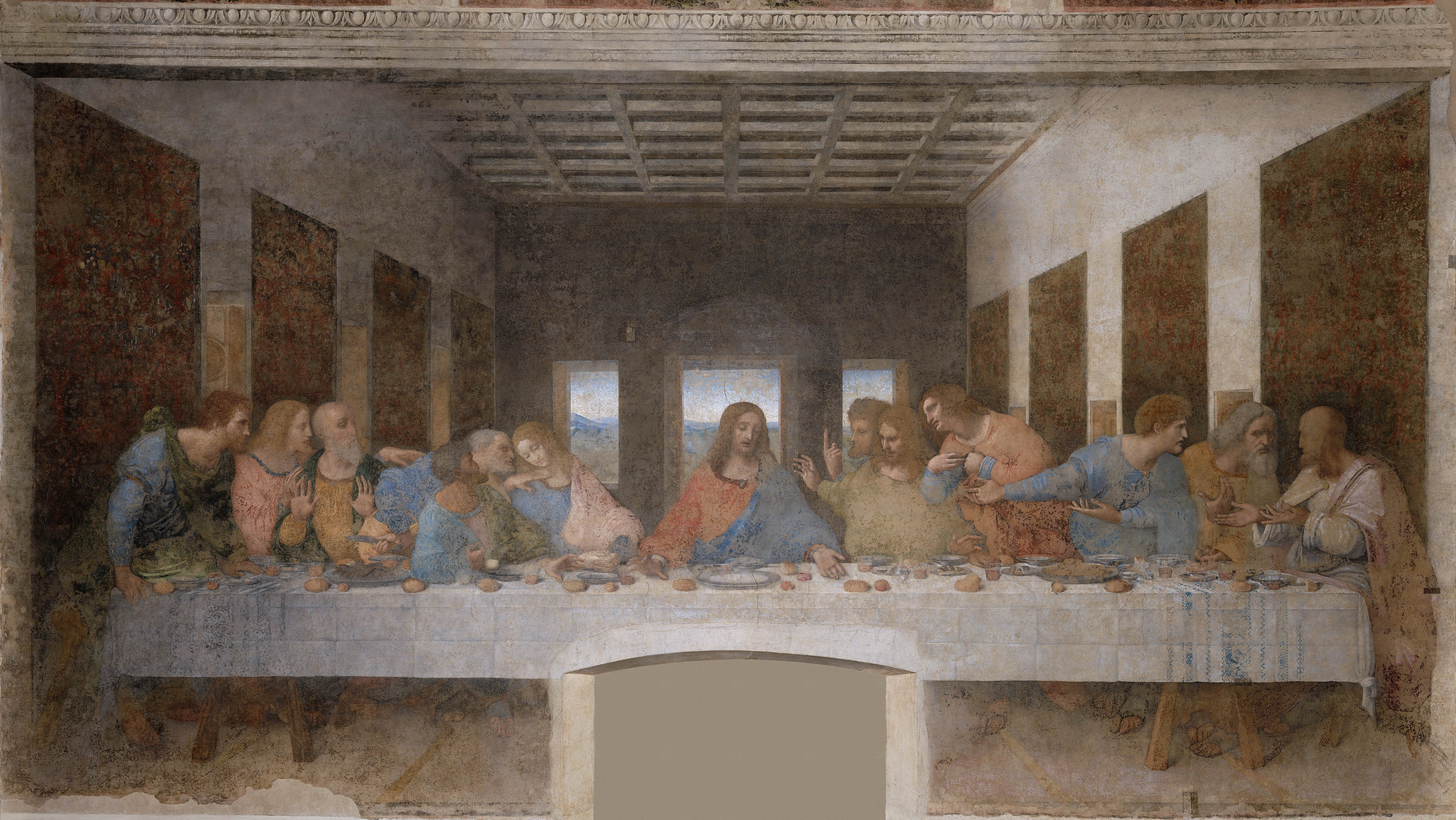
العشاء الأخير 1498، كنيسة سانتا ماريا ديلي غراسي في ميلانو(إيطاليا)

اللوحة الأكثر شهرة ليوناردو في العقد الأخير من القرن الخامس عشر هي العشاء الأخير والتي قام برسمها لغرفة الطعام في كنيسة سانتا ماريا ديلي غراسي في ميلانو. والعشاء الأخير يمثل الوجبة الأخيرة التي شاركها يسوع مع تلاميذه قبل أسره وموته، وتظهر اللحظة التي قال فيها يسوع للتو «واحد منكم سيسلمني»، والذعر الذي سببته هذه العبارة.
لاحظ الروائي ماتيو بانديلو [الإنجليزية] ليوناردو أثناء عمله وكتب، في بعض الأيام يرسم من الفجر حتى الغسق دون توقف حتى لتناول الطعام ثم يتوقف عن ذلك ولا يرسم لثلاثة أو أربعة أيام كل مرة. وكان هذا خارج نطاق فهم ما كان عليه قبل الدير، الذي كان يلاحقه إلى أن طلب ليوناردو من لودوفيكو التدخل. ويصف فاساري كيف أخبر ليوناردو المضطرب بشأن قدرته على تصوير وجه المسيح ويهوذا الإسخريوطي بشكل مناسب. لكي لا يكون الدوق مضطراً لاستخدام نموذج سابق، لكن عند الانتهاء، اعترف باللوحة أنها تحفة في التصميم والوصف، لكن هذه الحال تدهور بسرعة، وذلك حسبما وصفها أحد المشاهدين بعد مئة عام أنها «مدمرة كلياً». ليوناردو، بدلاً من استخدام التقنية المعتمدة ذاتها للفريسكو (اللوحات الجدارية)، استخدم التيمبورا فوق الخلفية التي كانت أساساً من الجيسو، مما أدى لتعرض سطح القالب للتساقط. على الرغم من ذلك، تبقى اللوحة واحدة من أكثر الأعمال الفنية استنساخًا؛ تم عمل عدد لا يحصى من النسخ بطرق مختلفة.

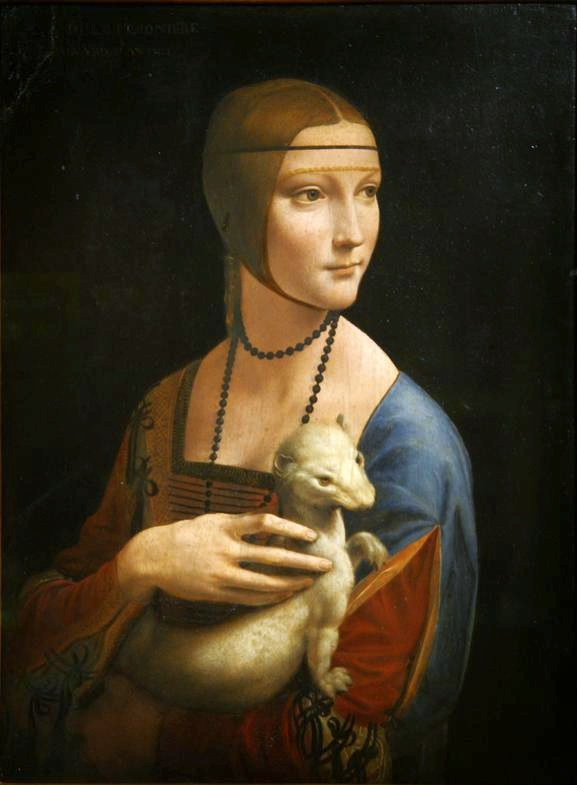
سيدة مع قاقم ق. 1489-1490 في متحف تشارتوريسكيفي كراكوف (بولندا)

فيما برزت لوحة سيدة مع قاقم في هذه الفترة، والتي يُفترض أنها سيسيليا جاليراني [الإنجليزية] (حوالي 1483-1490)، محبوبة لودوفيكو سفورزا. وما يميزها هو تموضع الشخصية حيث يبرز وجها بزاوية مغايرة تماماً عن جذعها، وهو أمر غير معتاد في ذلك الوقت حيث كانت جميع الصور الشخصية جامدة تماماً، فيما يظهر القاقم كرمز يرتبط إما بالاحتضان والجلوس أو بلودفيكو الذي ينتمي إلى الذين يحملون وسام القاقم المرموق.

### لوحاته في القرن السادس عشر

الموناليزا أو الجيوكندا ق. 1503–1505/07، في متحف اللوفر في باريس (فرنسا)

كلِّف ليوناردو برسم معركة أنغياري في قاعة الخمسمائة في قصر فيكيو في فلورنسا، عندها ابتكر تكويناً ديناميكياً يصور أربعة رجال يركبون خيول الحرب الهائجة الذين شاركوا في معركة من أجل حيازة الراية في هذه المعركة عام 1440. وقد تم تعيين مايكل أنجلو لرسم الجدار المقابل لتصوير معركة كاسينا. تدهورت لوحة ليوناردو بسرعة وهي معروفة الآن من نسخة لروبنز. من بين الأعمال التي أنشأها ليوناردو في القرن السادس عشر هي الصورة الصغيرة المعروفة باسم الموناليزا أو الجيوكندا أو الضاحكة. ويمكننا القول أنها اللوحة الأكثر شهرة في العصر الحالي. حيث تعتمد شهرتها، على وجه الخصوص، على الابتسامة المراوغة على وجه المرأة، ونوعيتها الغامضة ربما بسبب زوايا الفم والعينين المظللة بمهارة بحيث لا يمكن تحديد طبيعة الابتسامة بالضبط. الجودة الغامضة التي اشتهر بها العمل أصبحت تسمى «سفوماتو» أو دخان ليوناردو. قال فاساري، الذي يعتقد عمومًا أنه لم يعرف اللوحة إلا بسمعتها الطيبة، أن «الابتسامة كانت ممتعة للغاية لدرجة أنها بدت إلهية وليست بشرية؛ وأولئك الذين رأوها دهشوا ليجدوا أنها كانت حية مثل الأصل».
الخصائص الأخرى للرسم هي الثوب غير المزخرف، حيث لا يوجد تنافس بين العينين واليدين عن التفاصيل الأخرى، خلفية المناظر الطبيعية المثيرة، ويبدو أن العالم في حالة تغير مستمر والتلوين الخافت والطبيعة السلسة للغاية في تقنية الرسم، استخدام الزيوت الموضوعة على درجة الحرارة، ومزجها على السطح بحيث لا يمكن تمييز ضربات الفرشاة. وأظهر واسرمان ما مفاده أن «طريقة الرسم هذه ستجعل حتى قلب أقسى الرجال يرق ويتعاطف معها». حالة الحفظ المثالية وحقيقة عدم وجود علامة على الإصلاح أو الطلاء الزائد نادرة في لوحة من هذا التاريخ.
في اللوحة العذراء والطفل مع القديسة آن، تلتقط التركيبة مرة أخرى موضوع الأشكال في المناظر الطبيعية، التي يصفها واسرمان بأنها «جميلة بشكل مذهل» ويعود هاركنز إلى صورة القديس جيروم مع الشكل المائل في صورة مائلة زاوية. ما يجعل هذه اللوحة غير عادية هو أن هناك شخصيتين غير مألوفتين متراكبتين.  تجلس ماري على ركبة والدتها، سانت آن. تميل إلى الأمام لكبح جماح الطفل المسيح وهو يلعب تقريبًا مع الخروف، علامة على تضحيته الوشيكة. أثرت هذه اللوحة، التي تم نسخها عدة مرات، على مايكل أنجلو ورافائيل وأندريا ديل سارتو، ومن خلالها بونتورمو وكوريجيو. تم اعتماد الاتجاهات في التكوين خصوصًا من قبل الرسامين في البندقية تينتوريتو وفيرونيسي.

## تدويناته ويومياته
لم تعهد النهضة الإنسانية وجود أبعادٍ مشتركة بين العلوم والفنون، إلا أن الابتكار والإبداع في دراسات ليوناردو في العلوم والهندسة يقاربان ما هو موجود في أعماله الفنية بشكل مثيرٍ في بعض الأحيان. سُجلت هذه الدراسات في 13,000 صفحة من الرسومات والتدوينات التي تجمع الفن بفلسفة الطبيعة بما يجعل ليوناردو رائد العلم الحديث. كتب ليوناردو هذه الدراسات وحافظ عليها خلال حياته وترحاله فهو ملاحظ دائم لتفاصيل العالم من حوله. إن هذه الرسومات والملاحظات تعرض تنوعاً هائلاً في الاهتمامات والانشغالات، وتراوحت هذه الانشغالات بين المعتاد من قائمة مشتريات وقائمة المدينين الذين يدينون له بالمال وبين المثير للاهتمام كتصميمات الأجنحة وأحذية المشي على الماء. وقد شملت أوراقه لوحاتٍ ودراسات للأقمشة وتصميمات الأزياء ودراساتٍ للوجوه والمشاعر والحيوانات والأطفال الرضع ودراساتٍ في علم التشريح والنبات والتكوينات الصخرية والدوامات والآلات الحربية وآلات الطيران والهندسة.

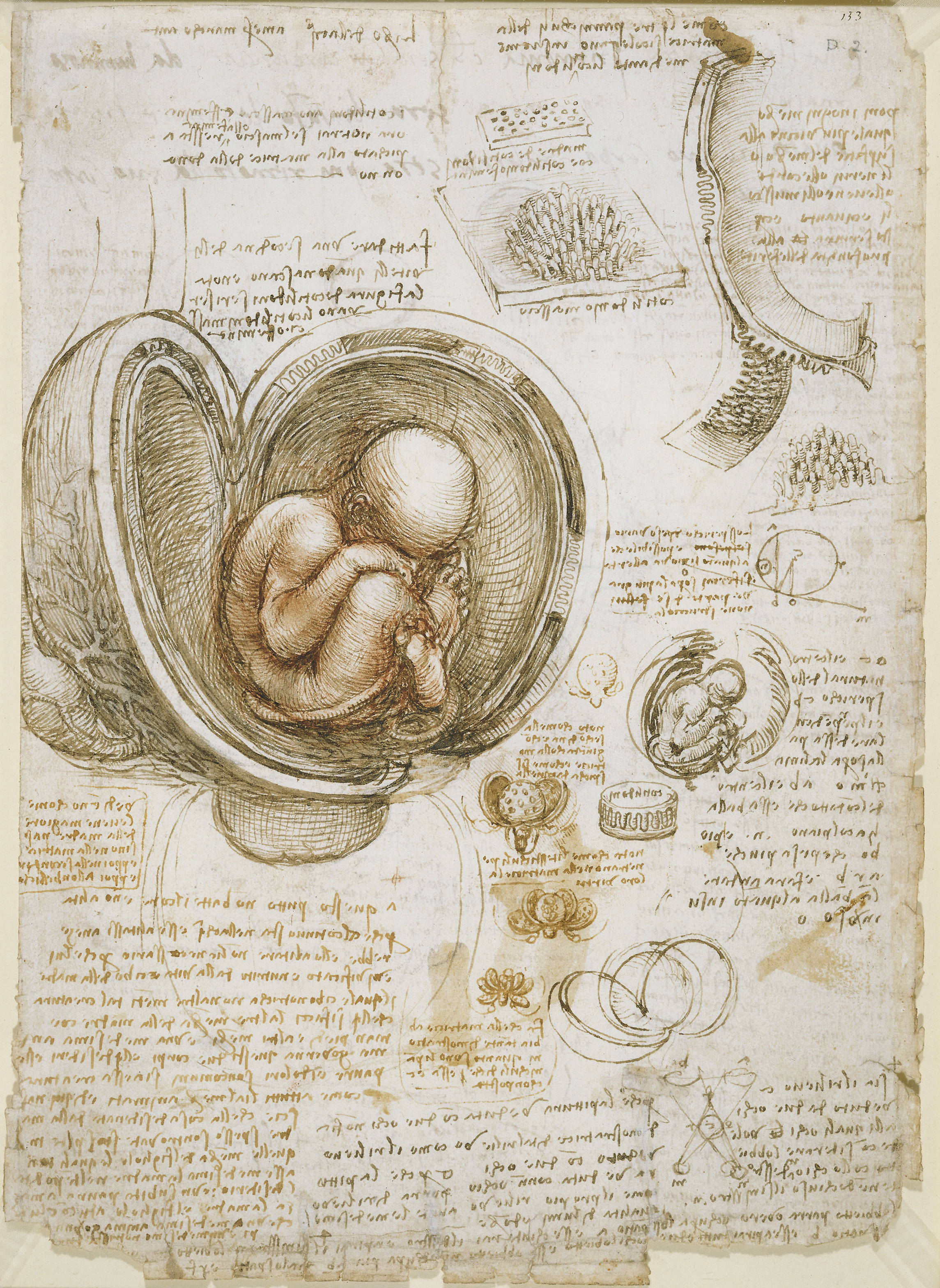
تُظهر الصفحة دراسة ليوناردو للجنين في الرحم (حوالي عام 1510)، وهي محفوظة في المكتبة الملكية في قلعة وندسور

عهد ليوناردو بعد وفاته بدفاتر ملاحظاته ومفكراته التي كانت أوراقًا غير منظمة من مختلف الأحجام والأنواع، إلى تلميذه وخلفه فرانشيسكو ميلزي. إلا أن الصعوبة والعسر تحفان مهمة نشر هذه الدفاتر ويرجع ذلك إلى أسلوب ليوناردو غير المألوف في الكتابة وطبيعة النطاق الذي تدور فيه هذه المفكرات. وفي حوالي عام 1570، نسخ فنان من ميلان بعض لوحات ليوناردو في إطار تخطيطٍ لأطروحة عن الفن. توفي ميلزي في عام 1570 وانتقلت على إثر ذلك المجموعات الورقية التي تركها ليوناردو إلى ابن مليزي المحامي أوراتسيو، والذي أولى القليل من العناية لتلك التدوينات في بادئ الأمر. كان في بيت ميلزي مُعلمٌ خاص يدعى ليلو جافاردي، والذي أخذ ثلاث عشرة مخطوطةً إلى بيزا في عام 1587؛ وتصدى المهندس جيوفاني ماجينتا لجيفاردي في بيزا ولامه على فعلته المخالفة للقانون وأعاد المخطوطات إلى أوراتسيو. ونتيجة حيازة أوراتسيو الكثير من الأعمال المشابهة للمخطوطات، قام بإهداء الثلاث عشر مخطوطة لماجينتا. وانتشرت الأخبار حول تلك الأعمال الضائعة لليوناردو، فآثر أوراتسيو استرجاع سبعٍ من الثلاث عشرة مخطوطة، وأعطاها إلى بومبيو ليوني لنشرها في جزئين وأحد هذان الجزءان كان مخطوطة أتلانتيكس. أما المخطوطات الست الأخرى فقد وزعت بين قلة من الأفراد. وبعد وفاة أوراتسيو، باع ورثته بقية ممتلكات ليوناردو وهكذا بدأ تشتت أعماله واندثارها.
وجدت بعض أعمال دا فينتشي طريقها إلى العرض ضمن مجموعات رئيسية مثل: المكتبة الملكية في قلعة وندسور ومتحف اللوفر والمكتبة الوطنية الإسبانية ومتحف فيكتوريا وألبرت ومكتبة الأمبروزيانا في ميلان والمكتبة البريطانية في لندن. والجدير بالذكر أن مخطوطة أتلانتيكس التي تضمّ اثني عشر مجلّدًا، موجودة في مكتبة الأمبروزيانا، وأن المكتبة البريطانية أتاحت مختارات من دستور أروندل عبر الإنترنت (المكتبة البريطانية، مخطوطة أروندل، 263). وبلغ تفرق أعمال ليوناردو أن بعضًا منها موجودٌ في هولكهام هول [الإنجليزية] ومتحف متروبوليتان للفنون وحتى أن بعضًا منها أصبح ملكية خاصة لجون نيكولاس براون الأول وروبرت ليمان. والمؤلَّف العلمي الكبير الوحيد الذي أصبح ملكية خاصة هو مخطوطة ليستر، التي يملكها بيل غيتس وتعرض مرة واحدة في السنة في مدن مختلفة حول العالم.
كان ليوناردو أعسرًا فغلبت الكتابة المعكوسة على طريقة تسجيله لملاحظاته وشروحاته،  فكانت كتاباته من اليمين إلى اليسار وبأحرف متصلة. بالإضافة إلى اعتماده على الشيفرات والرموز التي صرح بأنه ينوي بأن يجهزها للنشر. وشرح المواضيع في صفحة واحدة مطوعاً الكلمات والصور لإيصال المعلومات مما جعل احتمالية ضياع الأفكار والمعلومات مستبعدًا إذا ما نشرت دون ترتيب. لم تنشر أعمال ليوناردو أثناء حياته ولايزال سبب ذلك مجهولًا.

### دراساته العلمية

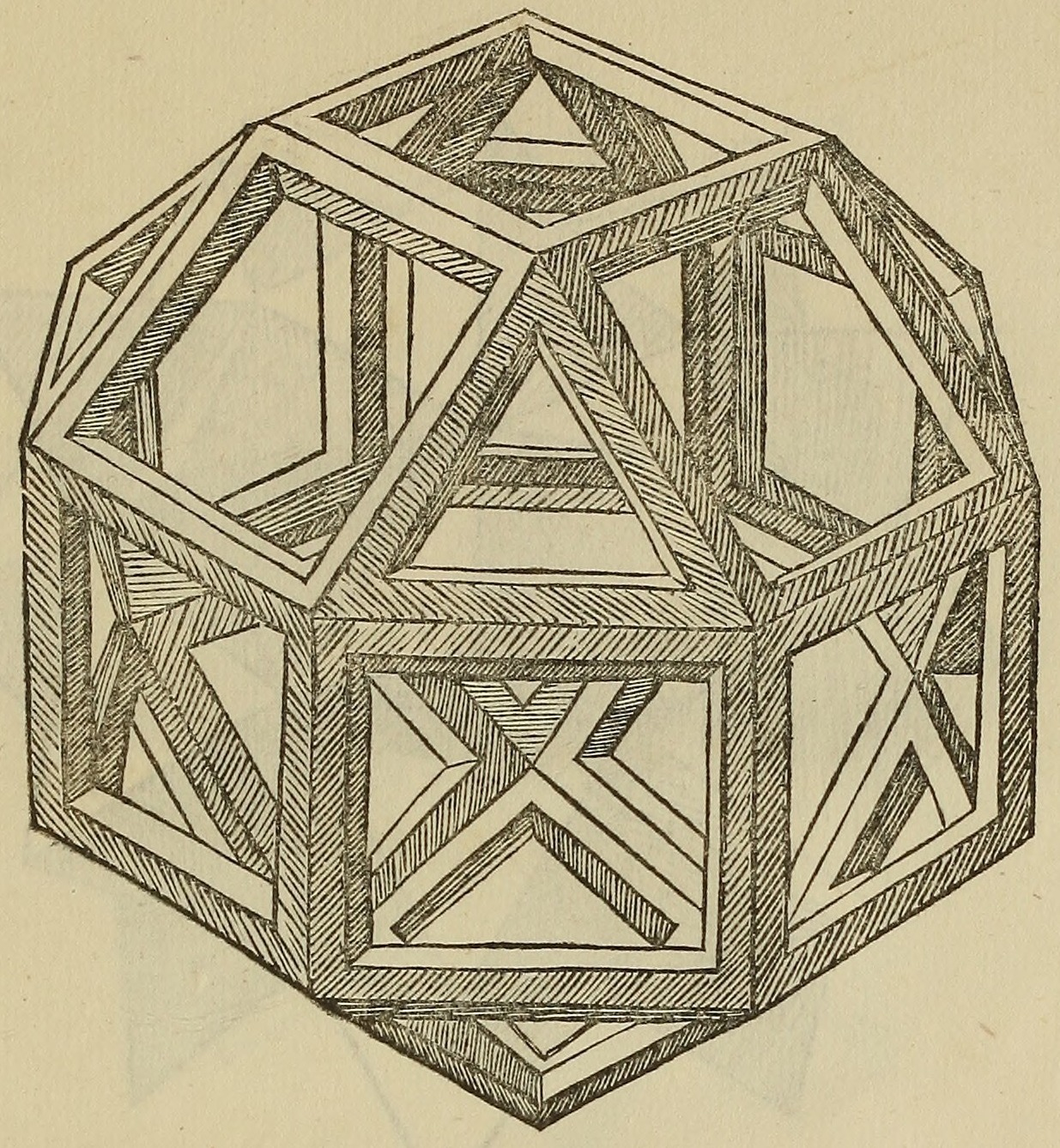
اثنا عشري سطوح معيني مقطوع كما رسمه ليوناردو في كتاب باتشولي النسبية الذهبية، الذي نشر عام 1509.

اتخذ ليوناردو من الملاحظة نهجًا علميًا؛ فحاول دراسة الظواهر من خلال وصف وتصوير تفاصيلها الدقيقة دون اللجوء للتجربة أو الشروحات النظرية. إلا أن معاصريه من العلماء لم يلقوا بالاً لشخصيته كعالم وما تقدمه هذه الشخصية، لأنه افتقر إلى التعليم الرسمي في اللغة اللاتينية والرياضيات، على الرغم من أنه تعلم اللاتينية ذاتيًا. ودرس الرياضيات على يد لوكا باتشولي في تسعينيات القرن الخامس عشر الميلادي وجهز سلسلة رسومات توضيحية لمضلعات منتظمة تشكل هياكل ومجسمات، بغية نقش هذه الرسومات على رقاقات لاستعمالها في كتابٍ لباتشولي نشر عام 1509 اسمه النسبية الذهبية. وفي الفترة التي عاشها في ميلان، درس الضوء من قمة مونتي روزا. كما أن كتابته العلمية في دفاتره وكراساته تشير إلى بصمته في بدايات علم المستحثات وهكذا دُعِي بأبي الآثار الأحفورية.
أظهر محتوى يوميات ليوناردو، أنه خطط لسلسة من الأطروحات في شتى المجالات والموضوعات. وقيل بأن أحد هذه الأطروحات كانت أطروحة مترابطة عن علم التشريح، قد أشرف عليها سكرتير الكاردينال لويجي دراغونا في عام 1517. جمع تلميذه ميلزي دراساته عن علم التشريح والضوء والمناظر الطبيعية ونشرها في كتاب بعنوان أطروحة عن الرسم في عام 1651 في فرنسا وإيطاليا بينما نُشِرت في ألمانيا في عام 1724، وتضمنت الأطروحة نقوشًا صنعها الرسام الكلاسيكي نيكولا بوسان بناءً على رسومات ليوناردو. تلك الأطروحة التي نشرت في فرنسا وصلت اثنين وستين طبعة على مدار خمسين سنة، مما جعل «ليوناردو يُرَى كأصلٍ النظرة الفرنسية الأكاديمية للفن»، بحسب دانيال أراس.
على الرغم من اتباع ليوناردو الأساليب العلمية في تجاربه، ظهر تحليل حديث وشامل للعالم فريتيوف كابرا يناقش طبيعة ليوناردو كعالم، ويرى بأنه نوعٌ مختلفٌ من العلماء المعروفين كغاليليو ونيوتن وغيرهم من العلماء الذين تبعوه، فقد طعَّم نظرياته وفرضياته بالفن وخصوصًا الرسم باعتباره رجل عصر النهضة.

### ملاحظاته في علم التشريح وعلم وظائف الأعضاء

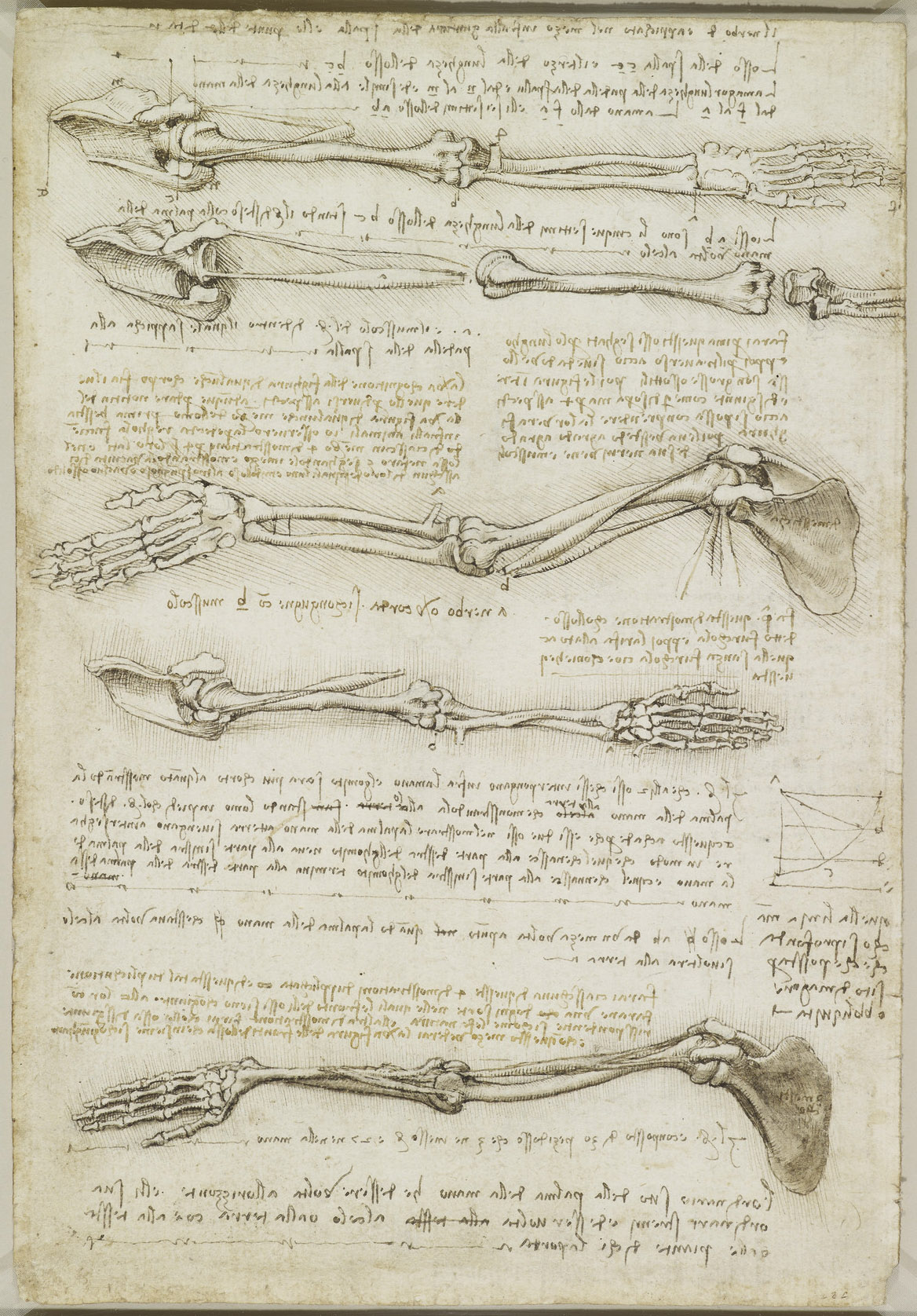
دراسة تشريحية للذارع (ق. 1510).

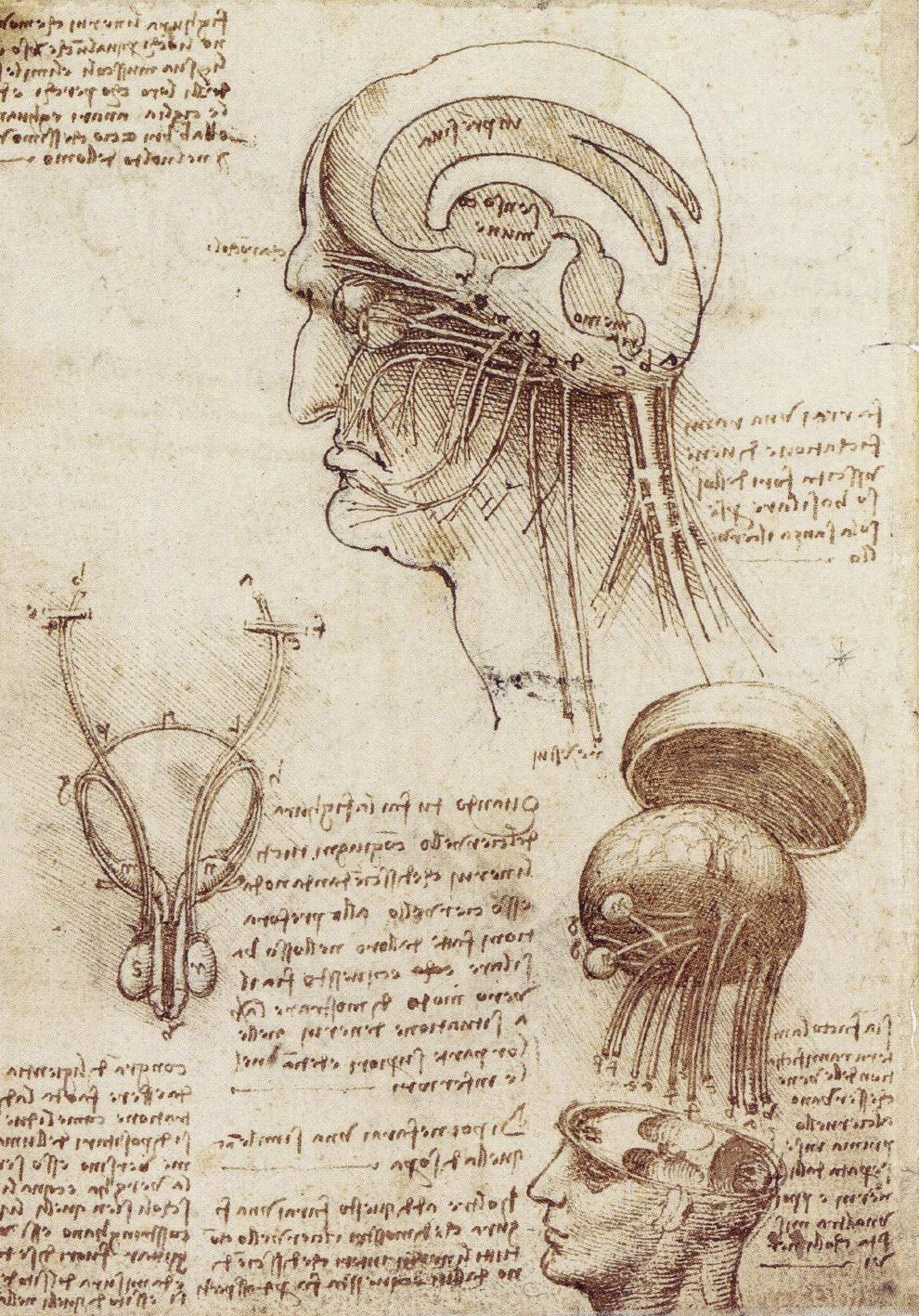
رسم أولي لفسيولوجيا الدماغ البشري والجمجمة من عام.

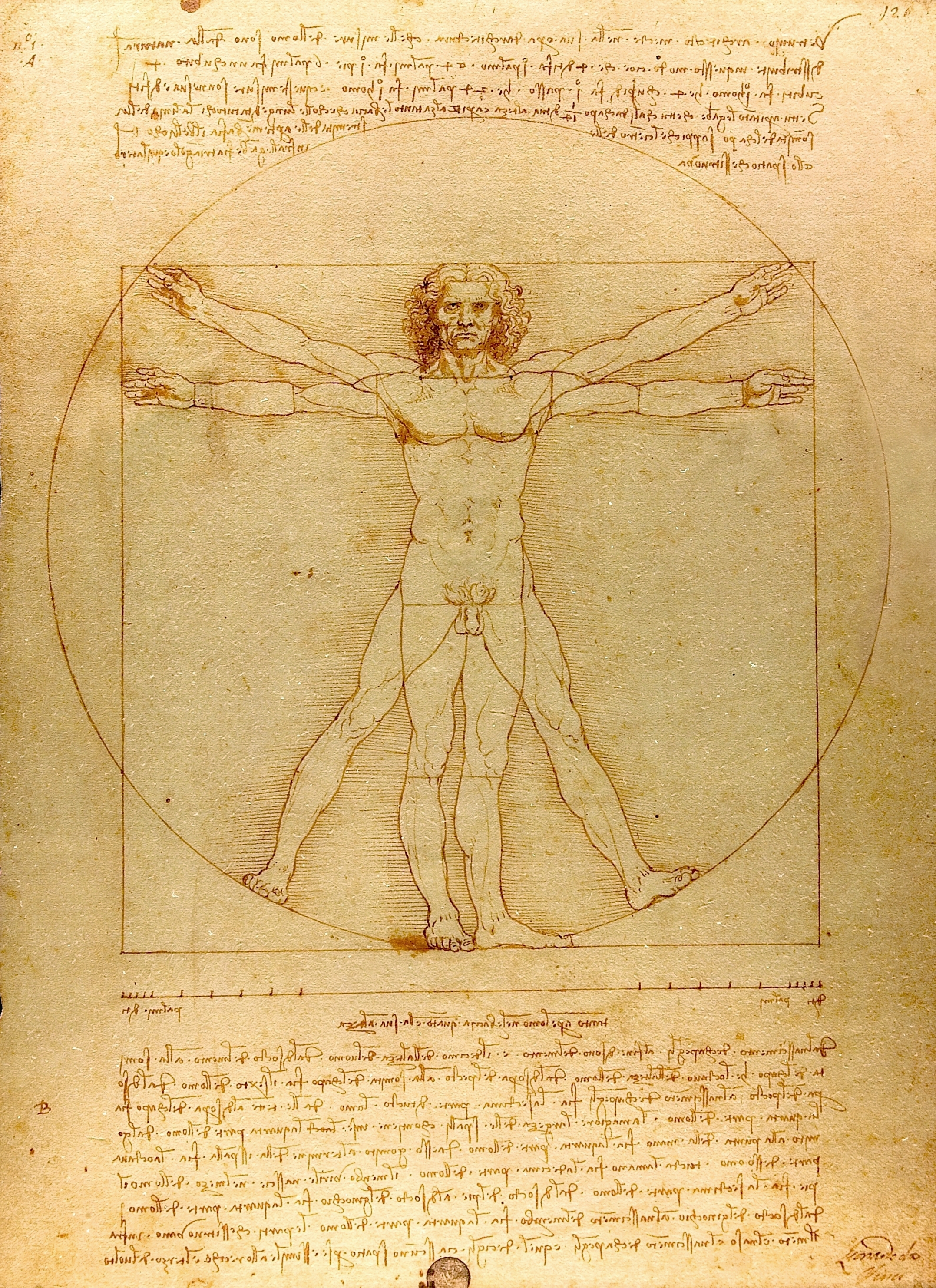
الرجل الفيتروفي،1485، معرض الأكاديمية في البندقية

### اختراعاته وتدويناته في الهندسة

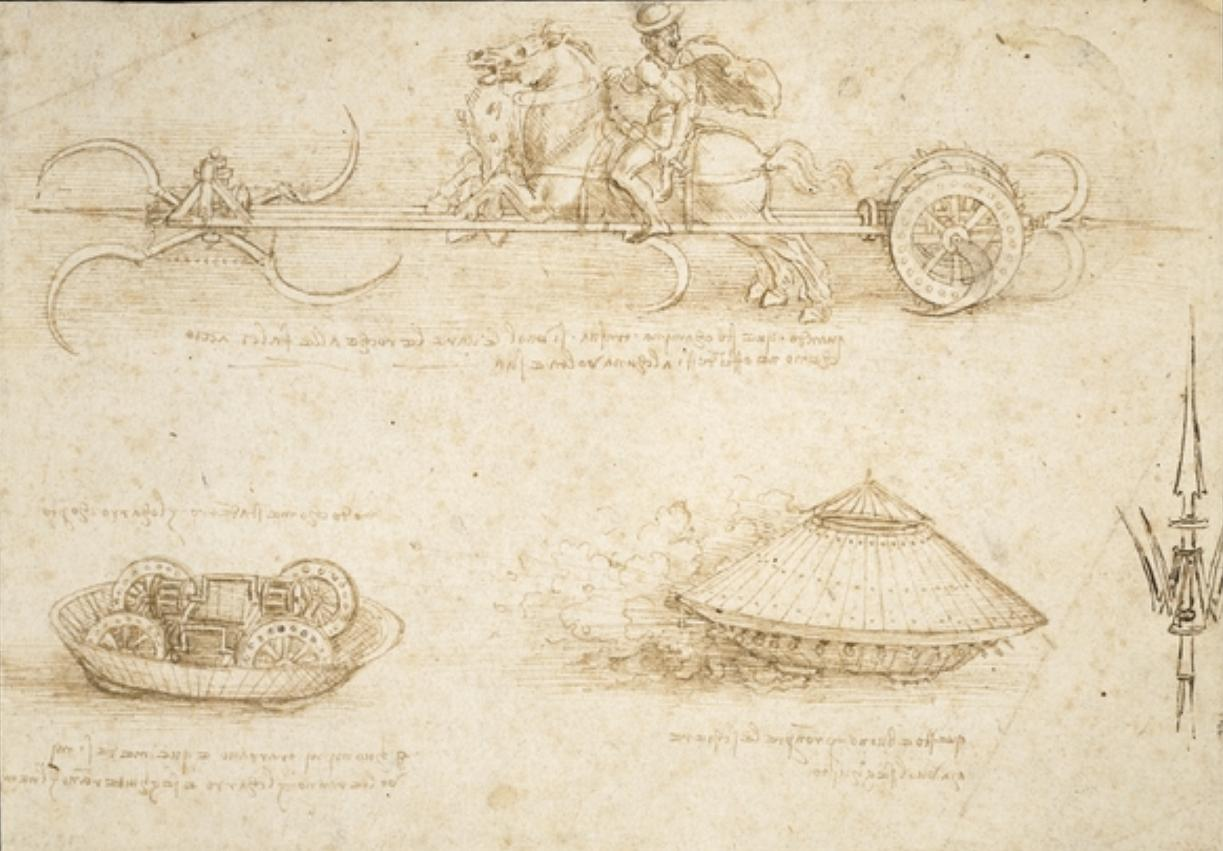
رسومات ليوناردو لعربة حربية ومركبة قتالية.

## سمعته وشهرته

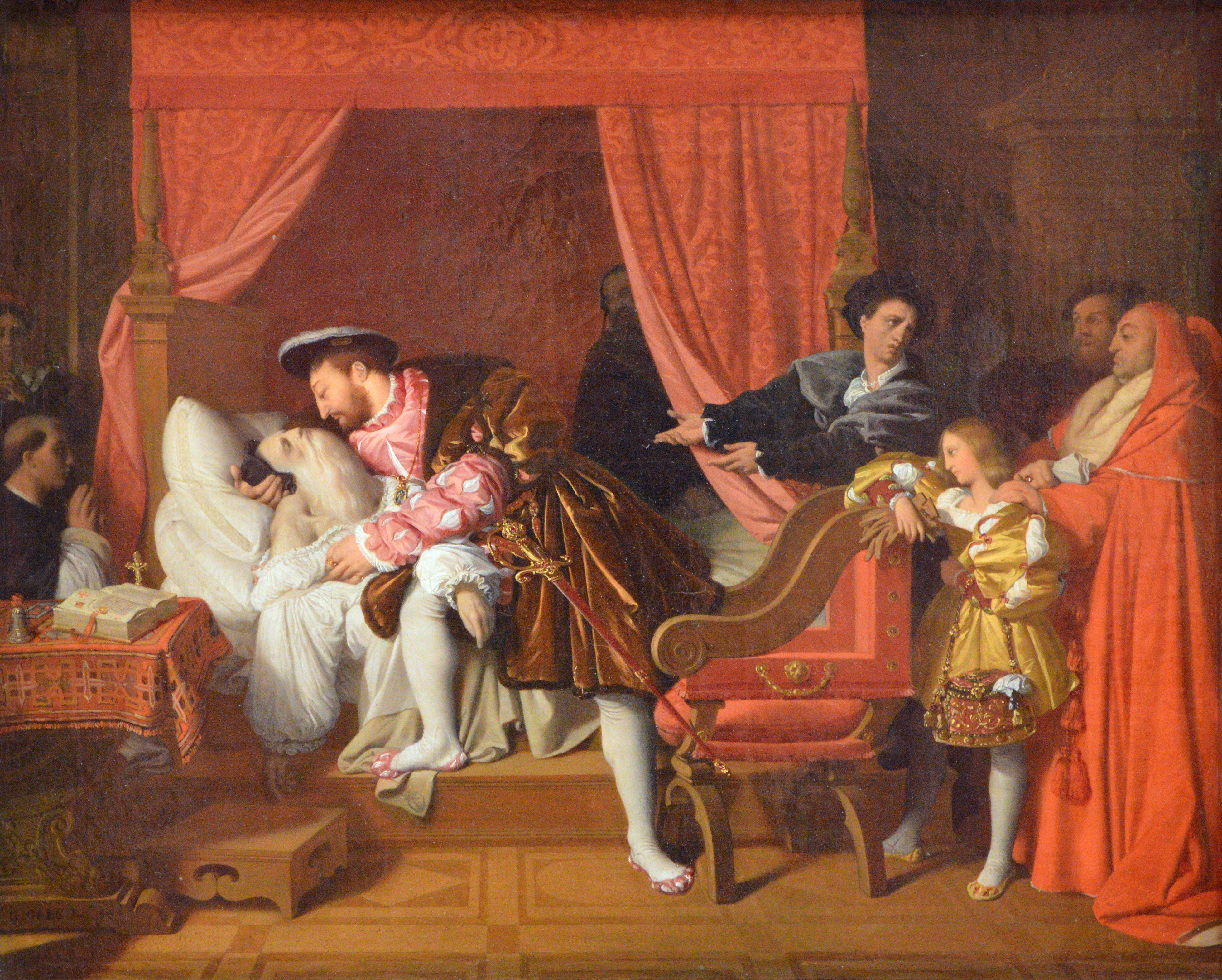
ليوناردو دا فينتشي وهو يلفظُ أنفاسه الأخيرة بين ذراعي فرانسيس الأول ملك فرنسا (وهو مشهدٌ يرجحُ أنه خيالي)، بريشة جان أوغست دومينيك آنغر في عام 1818.

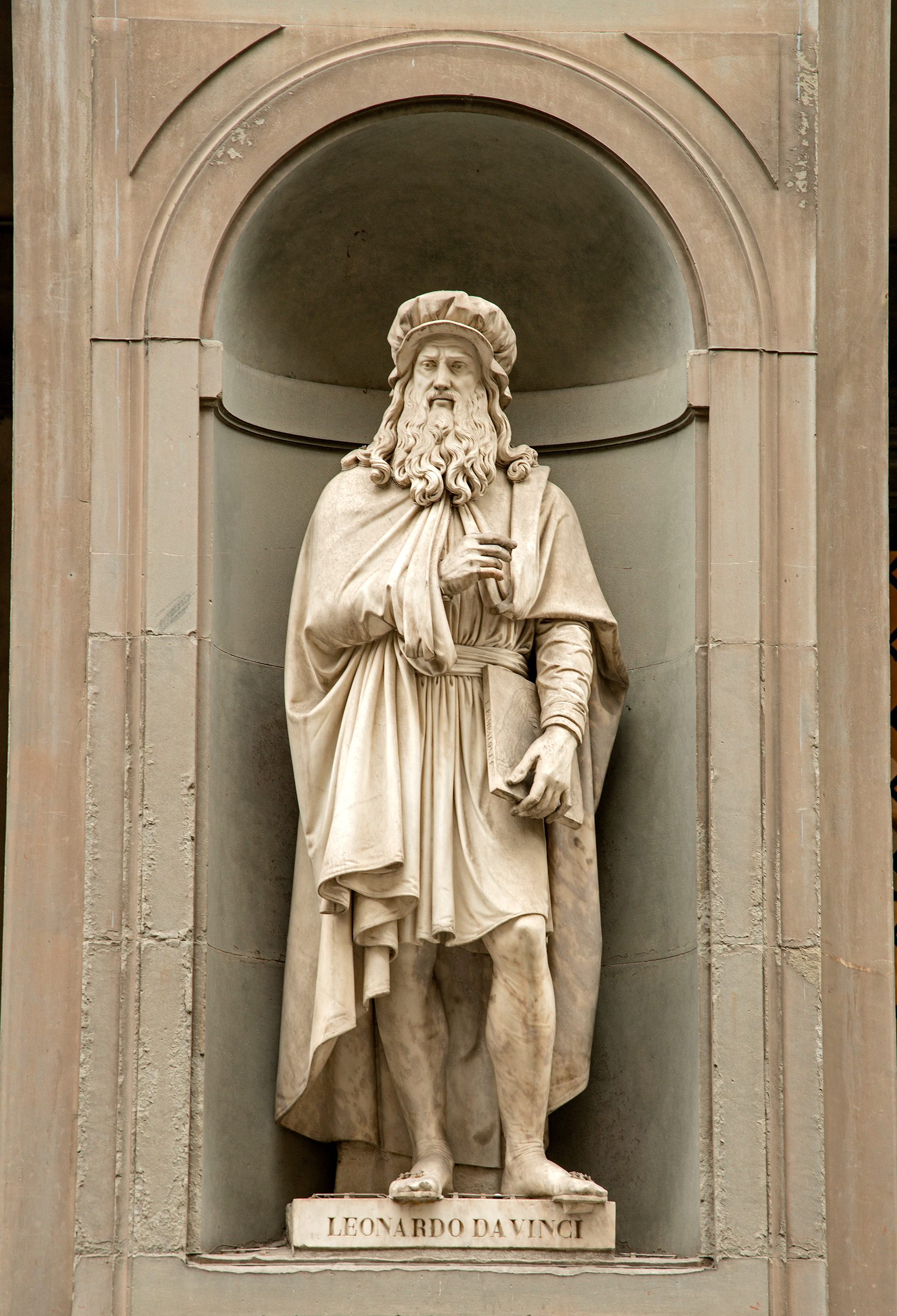
تمثالٌ لليوناردو دا فينتشي معروضٌ على أبواب معرض أوفيزي الشهير في فلورنسا، وقد نحته لويغي بابمالوني.

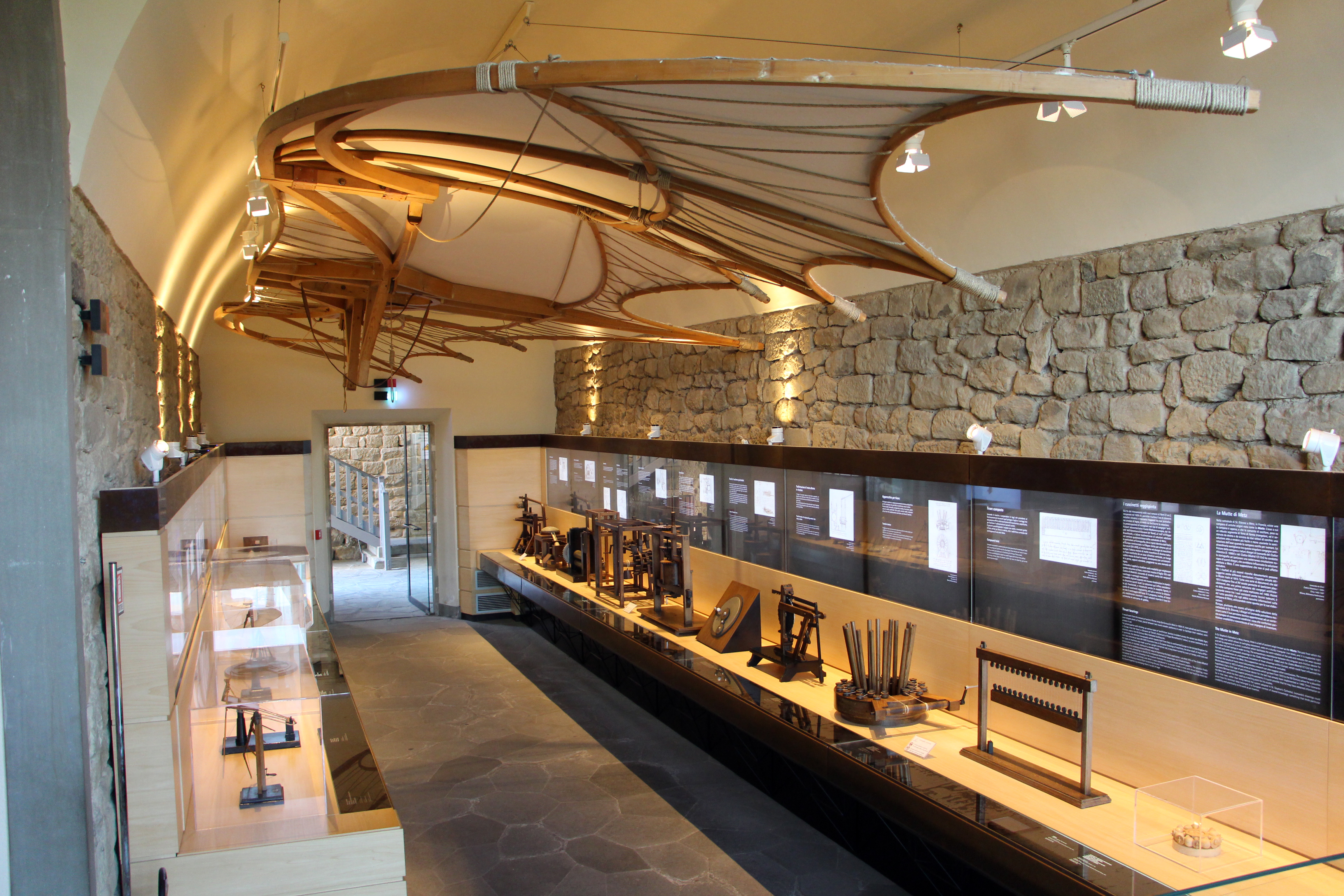
متحف ليوناردو في مدينة فينتشي الإيطالية، وفيه مجموعةٌ من نماذج للآلات التي صمَّمها ليوناردو صُنِعَت بناءً على رسوماته ومُخطَّطاته.

## دفنه

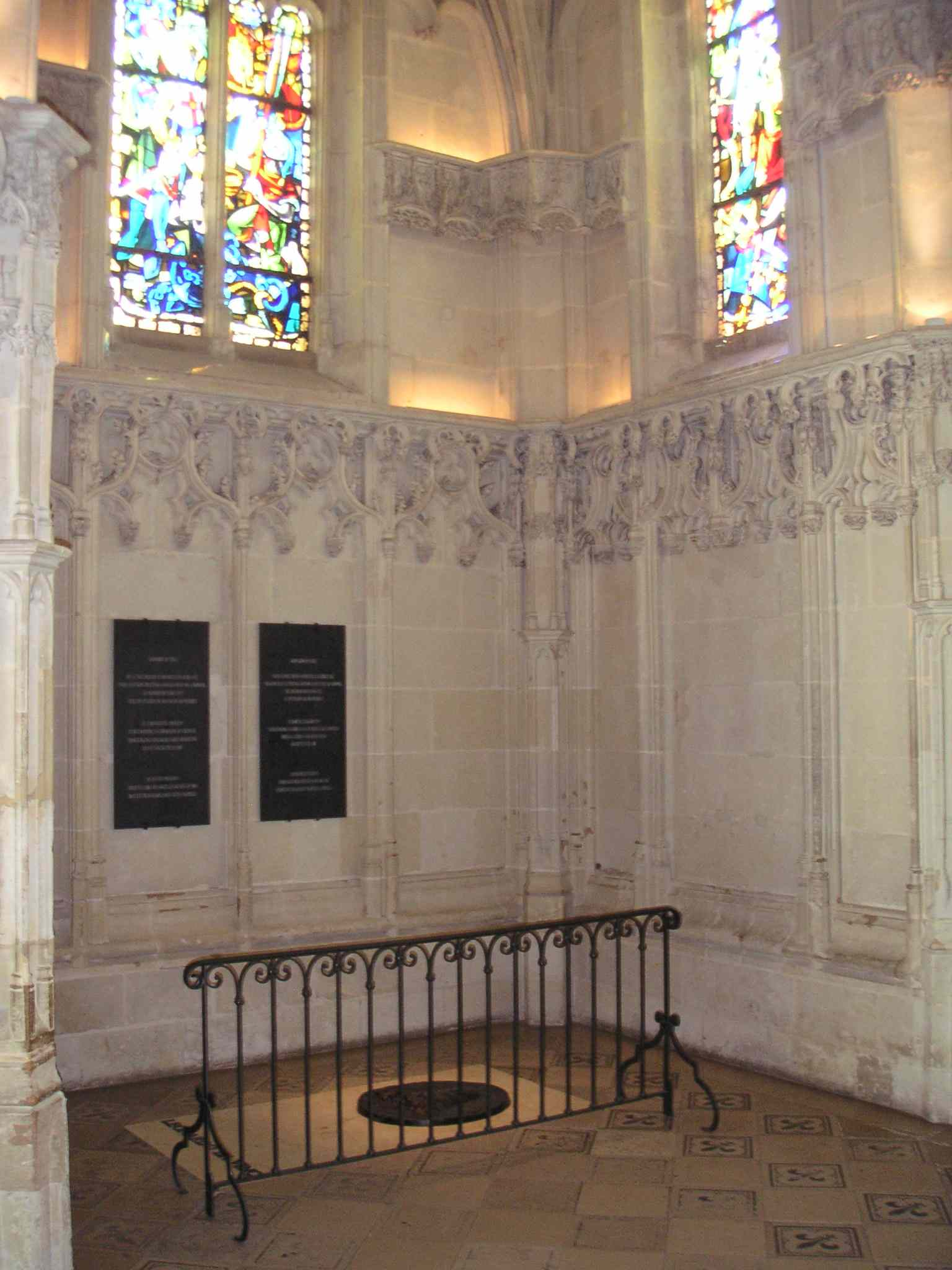
قبر ليوناردو دا فينتشي في كنيسة القديس هيربر بقلعة دامبوا، ويُوضّح شاهدُ القبر أن الجثمان المدفونَ فيه رُبَّما يكون جثمان دا فينتشي، لكن المسألة يلفُّها الشك.